# Barbados
Barbados (en inglés: Barbados) es un país insular de las Antillas cuya forma de gobierno es una república parlamentaria compuesta por once parroquias. Está ubicado en las Antillas Menores, al noreste del territorio continental de Venezuela, justo al este de Santa Lucía y San Vicente y las Granadinas. Su capital y ciudad más poblada es Bridgetown. Fue colonizado por los británicos y forma parte de la Commonwealth.
Tiene una población de 284 996 personas, predominantemente de ascendencia africana. A pesar de estar clasificada como una isla atlántica, Barbados se considera parte del Caribe por razones históricas y culturales, donde se destaca como uno de los principales destinos turísticos.
Habitada por el pueblo kalinago desde el siglo XIII, y antes de eso por otros pueblos indígenas, los navegantes españoles tomaron posesión de Barbados a fines del siglo XV, reclamándola para el Imperio español. Apareció por primera vez en un mapa español en 1511. El Imperio portugués reclamó la isla entre 1532 y 1536, pero la abandonó en 1620 y sus únicos restos fueron la introducción de jabalíes para un buen suministro de carne cada vez que se visitaba la isla. Un barco inglés llegó a Barbados el 14 de mayo de 1625; sus hombres tomaron posesión de la isla en nombre del rey Jacobo I. En 1627, llegaron los primeros colonos permanentes de Inglaterra, y Barbados se convirtió en una colonia del imperio británico. Durante este período, la colonia operó con una economía de plantación, dependiendo del trabajo de esclavos africanos que trabajaban en las plantaciones de la isla. La esclavitud continuó hasta que fue abolida en 1833. El 30 de noviembre de 1966 Barbados declaró la independencia y el país ingresó a la Organización de las Naciones Unidas y a la Mancomunidad de Naciones. También forma parte del Caribe anglófono.
Desde 1966 hasta 2021, Barbados funcionó bajo un sistema de monarquía constitucional con parlamento, con la reina Isabel II como jefa de Estado y el gobernador general como su representante en la isla. Después de un periodo de transición, Barbados se convirtió en una república parlamentaria el 30 de noviembre de 2021 y Sandra Mason asumió la Jefatura del Estado tras haber sido nombrada por el parlamento nacional.

## Toponimia
El nombre se debe al navegante y explorador portugués Pedro Campos quien, en 1536, la denominó Ilha dos barbados (isla de los barbudos) sin que quede claro si el adjetivo se refería a los varones nativos, quienes tendrían barba, o al aspecto de los higuerones presentes en la playa.

## Historia

### Pueblos originarios
Los primeros habitantes de Barbados eran taínos nómadas. Tres olas de inmigrantes se trasladaron hacia el camino norte de Norteamérica:
- La primera ola estuvo integrada por un grupo de agricultores, pescadores y ceramistas que llegaron en canoa desde la desembocadura del río Orinoco, en Venezuela, sobre el año 350.
- El segundo grupo que migró desde Sudamérica fue el pueblo arahuaco en el año 800. Los asentamientos arawaks en la isla son la punta Stroud, bahía de Chandler, vega de Saint Luke y la cueva de Mapp. De acuerdo con los relatos contados por los descendientes de las tribus aborígenes arawaks en otras islas de la zona, el nombre original de Barbados era Ichirouganaim.
- En el siglo XIII, los caribes llegaron desde Sudamérica en una tercera ola de inmigrantes, desplazando a los dos anteriores pueblos de la isla y viviendo aislados en ella como habían hecho los dos pueblos anteriores.

### Soberanía española

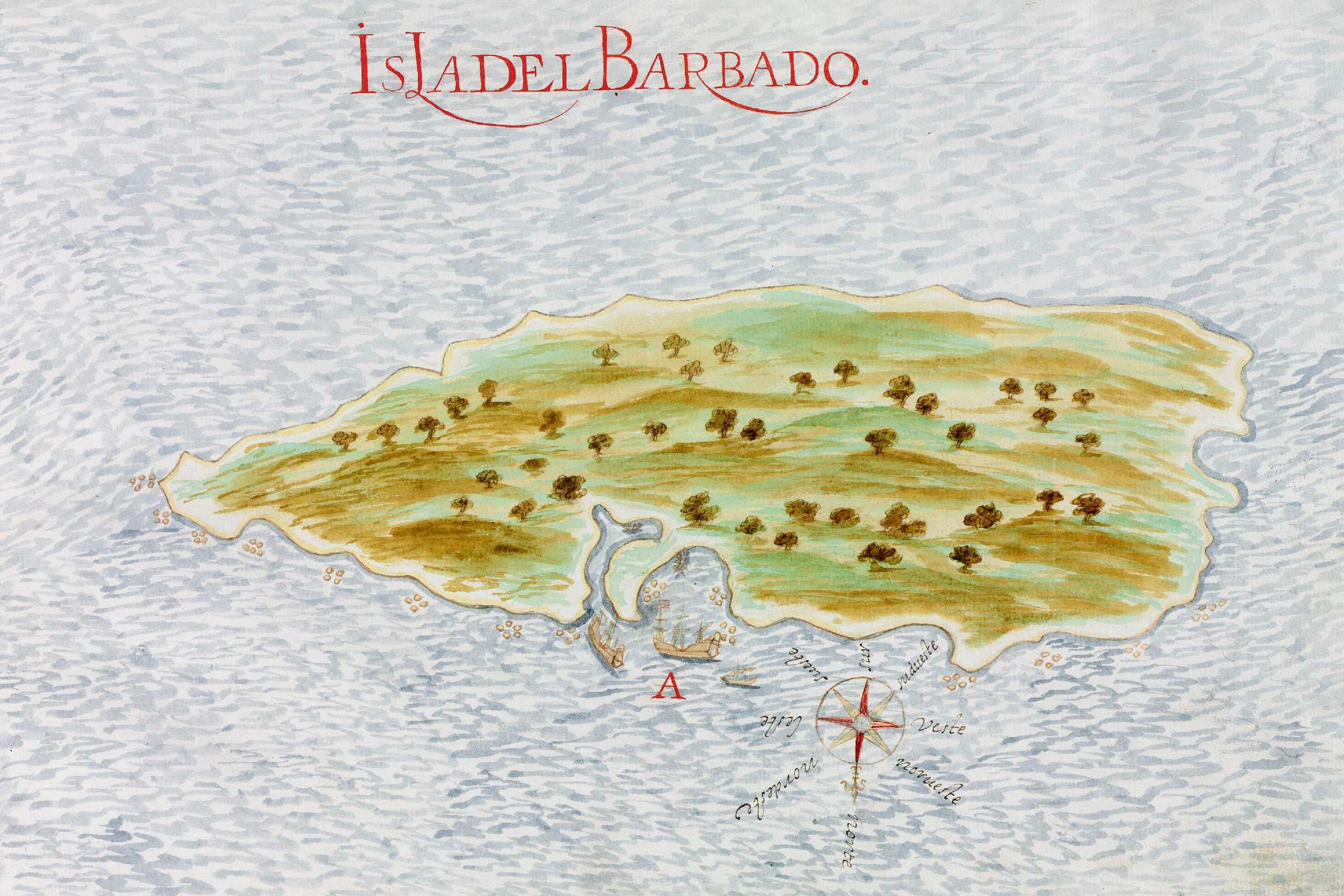
Mapa español de la "isla del Barbado" de 1632.

Antes de las observaciones de Campos en 1536 y 1550, cronistas oficiales de Indias Antillanas afirman que las expediciones colombinas exploraron tempranamente estas áreas insulares y que estas o sus expediciones derivadas ya tenían incluidas el conjunto de islas antillanas (mayores y menores) a la corona de España antes de las expediciones corsarias. En el periodo de tiempo de 1532 a 1536 también fue reclamada por los portugueses, y les fue disputada por los ingleses desde 1620.
Inglaterra no disponía de legitimidad ni autorización en el «derecho de gentes» de la época o Tratado de Tordesillas para poblar o disponer soberanía en América, aunque la isla, con grandes y profundas grutas, fue refugio de piratas y corsarios.
Los cronistas españoles proporcionan escasas noticias históricas de los habitantes aborígenes de algunas de estas islas, salvo menciones de que algunas estaban pobladas por indios que los relatores nominaban genéricamente caribes, cuya cultura era antropófaga y también poblaban en estos archipiélagos (voz marinera española del siglo XVI), siendo esta a menudo la razón principal del despoblamiento de españoles tras desistir a poblar por diferentes incidentes con estos o con corsarios. La isla aparece en antiguos mapas cartográficos difundidos en Europa nominada como isla Barbudos comprendidas estas áreas con el apelativo genérico caníbales insulae:
Isla de la Trinidad, Tabago, Granada, Granadillos, Bequia, San Vicente, Santa Lucía, Martinino, Dominica, Marigalante, Santos, Guadalupe, Deseada, Antigua, Monserrate, Barbada, Barbudos y muchas otras.
Antonio de Herrera y Tordesillas menciona también la isla, diciendo:

...y que los indios que se habían traído de la isla de los Barbudos, i Gigantes estuviesen en la Española, de la misma manera que los naturales, i con el mismo tratamiento: favoreciere a todos los que trataren de hacer planteles, ingenios de azúcar, seda i otras grangerias, para que la isla se poblase, i que fuesen relevados todos los vecinos, en cuanto se pudiere, i procurase que los deudores fueren esperados de sus acreedores sin apremiarlos demasiado. (...)

El marino y cartógrafo Juan Escalante de Mendoza dibujó esta isla entre las derrotas atlánticas.

### Colonia británica

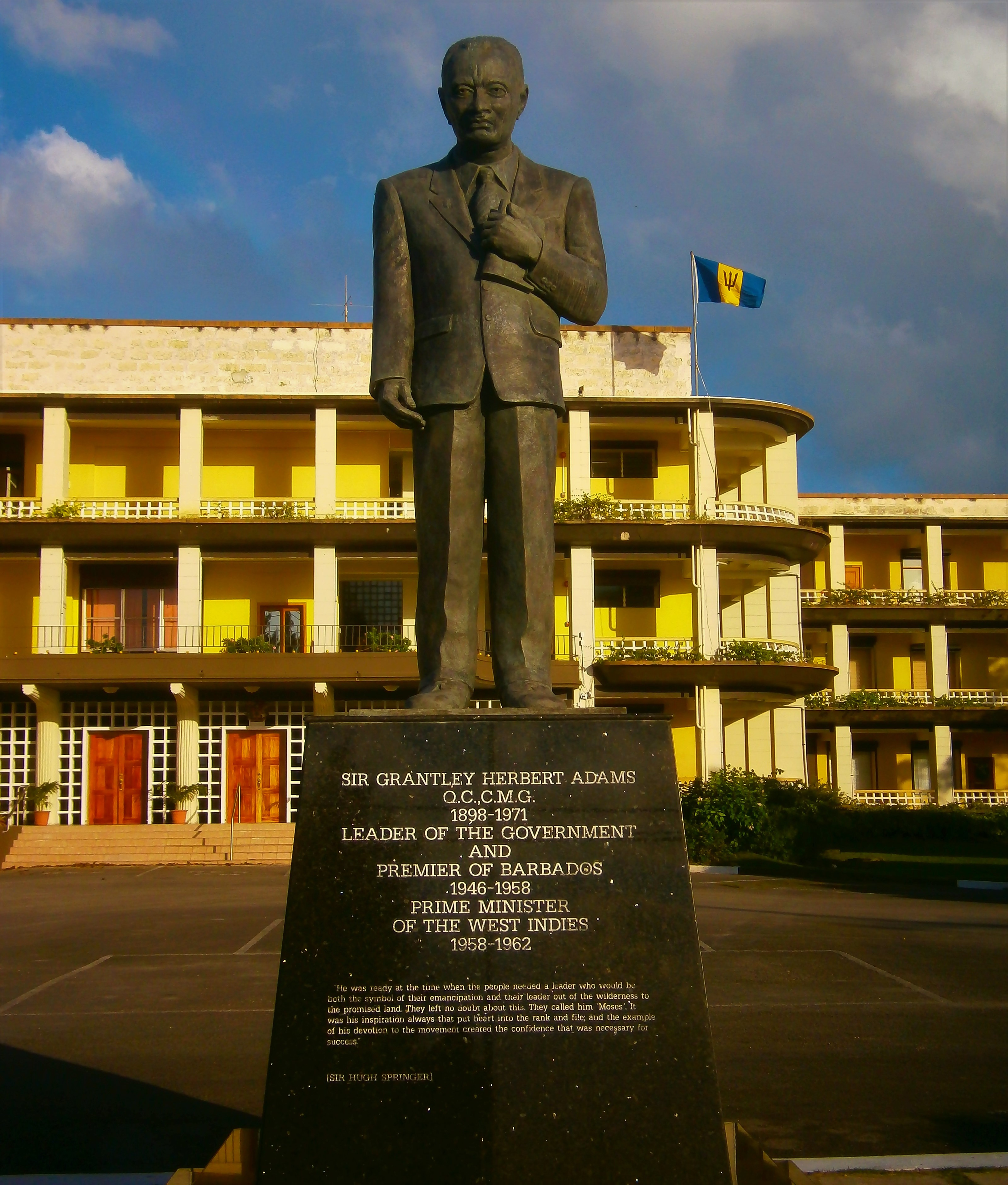
Monumento a Grantley Adams frente a las oficinas del primer ministro (Bridgetown).

Los británicos llegaron a la isla de Barbados el 14 de mayo de 1625, desembarcando en el actual Holetown, sabiendo que la isla estaba deshabitada construyeron varios fortines, instalaron baterías y sustituyeron el nombre de San Miguel por Bridgetown. Desde la llegada de los primeros colonos entre 1627 y 1628 hasta su independencia en 1966, Barbados estuvo ininterrumpidamente bajo control británico. Sin embargo, la isla siempre disfrutó de una gran autonomía local: su asamblea comenzó a funcionar en 1639. Entre las primeras figuras ilustres de la misma cabe destacar a Sir William Courten.

### Mano de obra inglesa sin salario
En el periodo 1640-1660, las Indias Occidentales atrajeron a más de dos tercios del total de emigrantes ingleses a América. En 1650 había 44.000 colonos en las Antillas, frente a los 12.000 de Chesapeake y los 23.000 de Nueva Inglaterra. La mayoría de los ingleses que llegaban lo hacían en régimen de servidumbre —esto es, sin un salario. Tras cinco años de trabajo, se les pagaba una "cuota de libertad" de unas 10 libras, normalmente en bienes. Antes de mediados de la década de 1630, también recibían de 5 a 10 acres (de 2 a 4 hectáreas) de tierra, pero a partir de entonces Barbados se llenó y ya no hubo más tierras libres. Así pues, el cultivo del azúcar se llevó a cabo principalmente con mano de obra europea no pagada hasta que resultó difícil traer más sirvientes de Inglaterra.

### Efectos en la Guerra Civil de Inglaterra
Por la misma época, los combates durante la Guerra de los Tres Reinos y el Interregno se extendieron a Barbados y sus aguas territoriales. La isla no participó en la guerra hasta después de la ejecución de Carlos I, cuando el gobierno de la isla cayó bajo el control de los realistas (irónicamente, el gobernador, Philip Bell, permaneció leal al Parlamento, mientras que la Asamblea de Barbados, bajo la influencia de Humphrey Walrond, apoyaba a Carlos II).
Para intentar doblegar a la recalcitrante colonia, el Parlamento de la Commonwealth aprobó el 3 de octubre de 1650 una ley que prohibía el comercio entre Inglaterra y Barbados, y como la isla también comerciaba con los Países Bajos, se promulgaron otras Leyes de Navegación que prohibían a los barcos ingleses comerciar con las colonias holandesas.Estas leyes fueron precursoras de la primera guerra anglo-neerlandesa.
La Commonwealth de Inglaterra envió una fuerza de invasión al mando de Sir George Ayscue, que llegó en octubre de 1651. Ayscue, con una fuerza menor que incluía prisioneros escoceses, sorprendió a una fuerza mayor de realistas, pero tuvo que recurrir al espionaje y la diplomacia en última instancia. El 11 de enero de 1652, los realistas de la Cámara de la Asamblea dirigidos por Lord Willoughby se rindieron, lo que marcó el fin del corsarismo realista como amenaza importante. Las condiciones de la rendición se incorporaron a la Carta de Barbados (Tratado de Oistins), que se firmó en Mermaid's Inn, Oistins, el 17 de enero de 1652.

### Irlandeses en Barbados
A partir del período Cromwell, un gran porcentaje de la población trabajadora blanca eran criados en régimen de servidumbre y personas fueron transportadas involuntariamente desde Irlanda. Los sirvientes irlandeses en Barbados solían ser maltratados, y los plantadores barbadenses adquirieron fama de crueles. El menor atractivo de un contrato de servidumbre en Barbados, combinado con la enorme demanda de mano de obra provocada por el cultivo del azúcar, llevó a utilizar el transporte involuntario a Barbados como castigo por delitos o para presos políticos, y también al secuestro de trabajadores que eran deportados a Barbados. Los sirvientes irlandeses en régimen de servidumbre constituyeron una parte importante de la población durante todo el período en que se utilizaron sirvientes blancos para el trabajo en las plantaciones de Barbados, y aunque un "flujo constante" de sirvientes irlandeses entró en Barbados a lo largo del siglo XVII, los esfuerzos cromwellianos para pacificar Irlanda crearon una "verdadera marea" de trabajadores irlandeses que fueron enviados a Barbados durante la década de 1650.
Debido a los inadecuados registros históricos, se desconoce el número total de trabajadores irlandeses enviados a Barbados, y las estimaciones han sido "muy controvertidas". Mientras que una fuente histórica estimó que hasta 50.000 irlandeses fueron deportados a Barbados o Virginia durante la década de 1650, esta estimación es "muy probablemente exagerada". Otra estimación de que 12.000 prisioneros irlandeses habían llegado a Barbados en 1655 ha sido descrita como "probablemente exagerada" por el historiador Richard B. Sheridan. Según el historiador Thomas Bartlett, es "generalmente aceptado" que aproximadamente 10 000 irlandeses fueron deportados a las Indias Occidentales y aproximadamente 40 000 llegaron como sirvientes voluntarios contratados, mientras que muchos también viajaron como emigrantes voluntarios, no contratados.
Tan pronto como la industria del azúcar se desarrolló en Barbados, la isla se dividió en grandes plantaciones que reemplazaron las pequeñas propiedades de los primeros colonos británicos. Algunos de los granjeros desplazados por la reagrupación de tierras fundaron nuevas colonias inglesas en Norteamérica, sobre todo en Carolina del Sur. Para trabajar las plantaciones, esclavos procedentes del oeste de África fueron transportados en barco hasta Barbados y otras islas caribeñas. El comercio de esclavos cesó en 1807. Entre el 14 y el 16 de abril de 1816 se produjo una rebelión de esclavos, suprimida por las tropas británicas. En 1834 la esclavitud fue abolida en el Imperio británico, aunque en Barbados y el resto de las colonias de las Indias Occidentales Británicas, existió una moratoria de otros seis años más.

### La revolución del azúcar

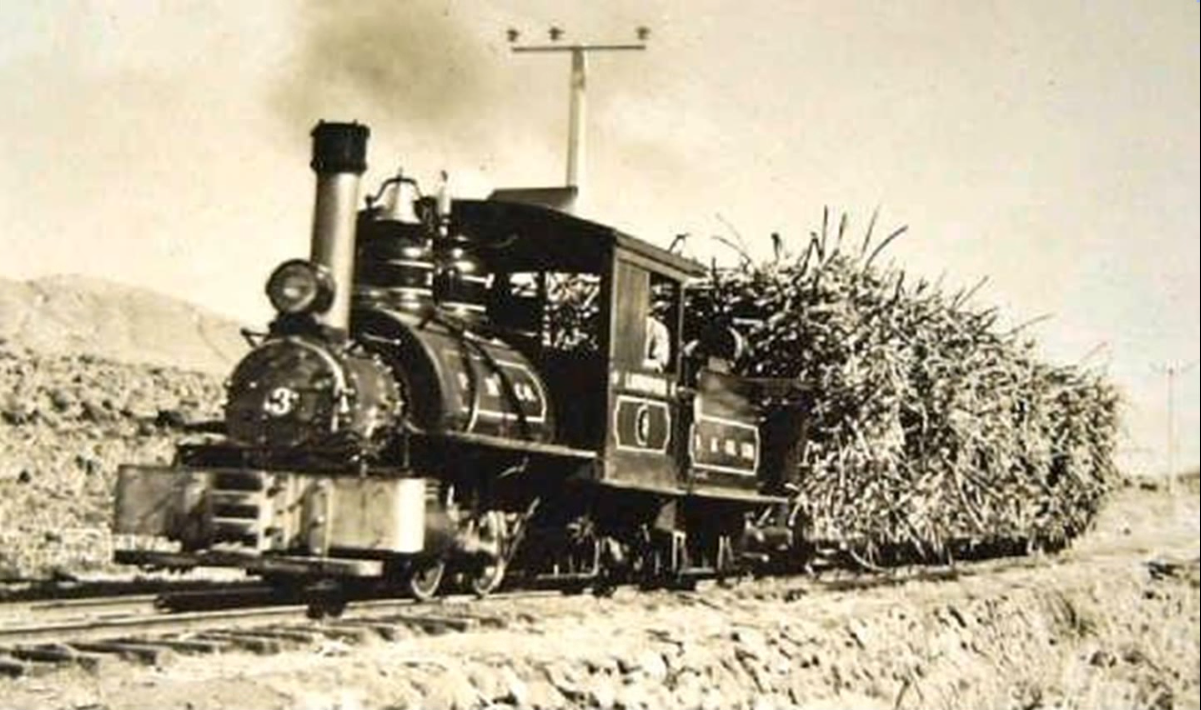
Locomotora del tren azucarero n.º 3 de la Barbados Railway Company (Compañía ferroviaria de Barbados)

La introducción de la caña de azúcar procedente del Brasil neerlandés en 1640 transformó por completo la sociedad, la economía y el paisaje físico. Barbados llegó a tener una de las mayores industrias azucareras del mundo. Un grupo que contribuyó decisivamente al éxito inicial de la industria fue el de los judíos sefardíes, que habían sido expulsados de la península ibérica para acabar en el Brasil neerlandés. A medida que aumentaban los efectos del nuevo cultivo, también se producía un cambio en la composición étnica de Barbados y las islas circundantes. La plantación de azúcar en condiciones de funcionamiento requería una gran inversión y mucha mano de obra pesada. Al principio, los comerciantes holandeses suministraban el equipo, la financiación y los esclavos africanos, además de transportar la mayor parte del azúcar a Europa.
En 1644, la población de Barbados se estimaba en 30.000 habitantes, de los cuales unos 800 eran de ascendencia africana y el resto, principalmente, de ascendencia inglesa. Estos pequeños propietarios ingleses acabaron siendo comprados y la isla se llenó de grandes plantaciones de azúcar trabajadas por esclavos africanos. En 1660 había casi paridad, con 27.000 negros y 26.000 blancos. 

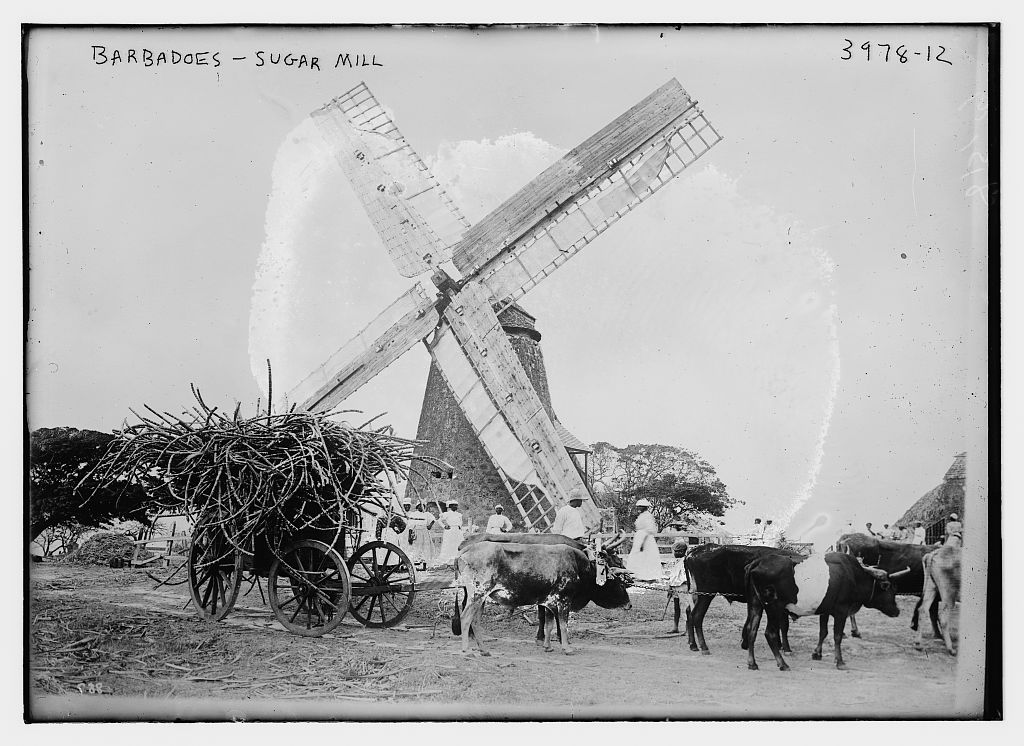
Molino azucarero de Barbados (en algún momento entre 1915 y 1920)

En 1666, al menos 12.000 pequeños propietarios blancos habían sido comprados, habían muerto o habían abandonado la isla, muchos de los cuales emigraron a Jamaica o a las colonias americanas (sobre todo a las Carolinas). Como consecuencia, Barbados promulgó un código de la esclavitud para controlar legislativamente a su población de esclavos negros cuyo texto influyó en las leyes de otras colonias.
En 1680 había 20.000 blancos libres y 46.000 africanos esclavizados; en 1724, había 18.000 blancos libres y 55.000 africanos esclavizados.

### A partir delsigloXX
Los políticos locales estuvieron dominados por los terratenientes y los comerciantes descendientes de británicos. No fue hasta la década de 1930, que un movimiento por los derechos políticos comenzó a arraigar entre los descendientes de los esclavos emancipados. Uno de los líderes de este movimiento, Sir Grantley Adams, fundó el Partido Laborista de Barbados en 1938.
Nuevos progresos hacia un gobierno más democrático de Barbados tuvieron lugar en 1951 cuando se introdujo el sufragio universal en la isla. Esto fue seguido de avances políticos encaminados a alcanzar el autogobierno, en 1961 la isla alcanza la autonomía interna.

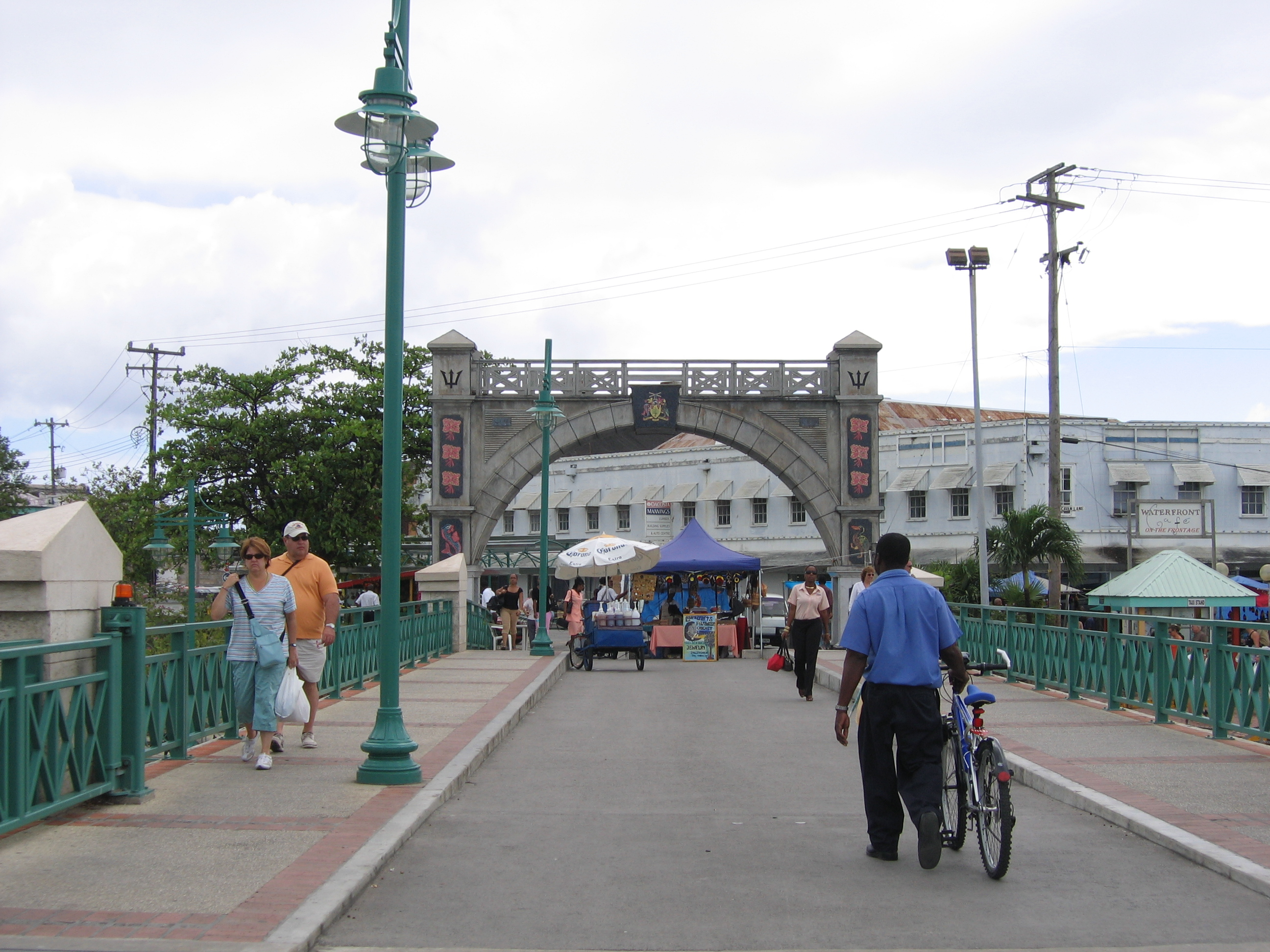
Arco de la Independencia en Bridgetown

Desde 1958 hasta 1962, Barbados fue uno de los diez miembros de la Federación de las Indias Occidentales y sir Grantley Adams fue su primer y único primer ministro. Cuando la Federación se disolvió, volvió a su estatus de colonia autogobernada. A esta situación siguieron varios intentos de formar otra federación entre Barbados y las islas de Barlovento y Sotavento que no culminaron, por lo que Barbados negoció su propia independencia del Reino Unido en una conferencia constitucional en junio de 1966, alcanzando su independencia como un estado miembro de la Mancomunidad de Naciones el 30 de noviembre de 1966.

### Época posterior a la independencia
El gobierno de Barrow trató de diversificar la economía, alejándola de la agricultura e intentando impulsar la industria y el sector turístico. Barbados también estuvo a la vanguardia de los esfuerzos de integración regional, encabezando la creación de CARIFTA y CARICOM. El DLP perdió las elecciones generales de Barbados de 1976 frente al BLP de Tom Adams. Adams adoptó una postura más conservadora y fuertemente prooccidental, lo que permitió a los estadounidenses utilizar Barbados como plataforma de lanzamiento para su invasión de Granada en 1983. Adams murió en el cargo en 1985 y fue sustituido por Harold Bernard St. John; sin embargo, St. John perdió las elecciones generales de Barbados de 1986, que vieron el regreso del DLP de Errol Barrow, que había sido muy crítico con la intervención estadounidense en Granada. Barrow también murió en el cargo, y fue sustituido por Lloyd Erskine Sandiford, que permaneció como primer ministro hasta 1994.
Owen Arthur, del BLP, ganó las elecciones generales de Barbados de 1994, y permaneció como primer ministro hasta 2008. Arthur era un firme defensor del republicanismo, aunque el referéndum previsto para sustituir a la reina Isabel II de Inglaterra como Jefa de Estado en 2008 nunca llegó a celebrarse. El DLP ganó las elecciones generales de Barbados de 2008, pero el nuevo primer ministro, David Thompson, murió en 2010 y fue sustituido por Freundel Stuart. El BLP volvió al poder en 2018 con Mia Mottley, que se convirtió en la primera mujer primera ministra de Barbados.

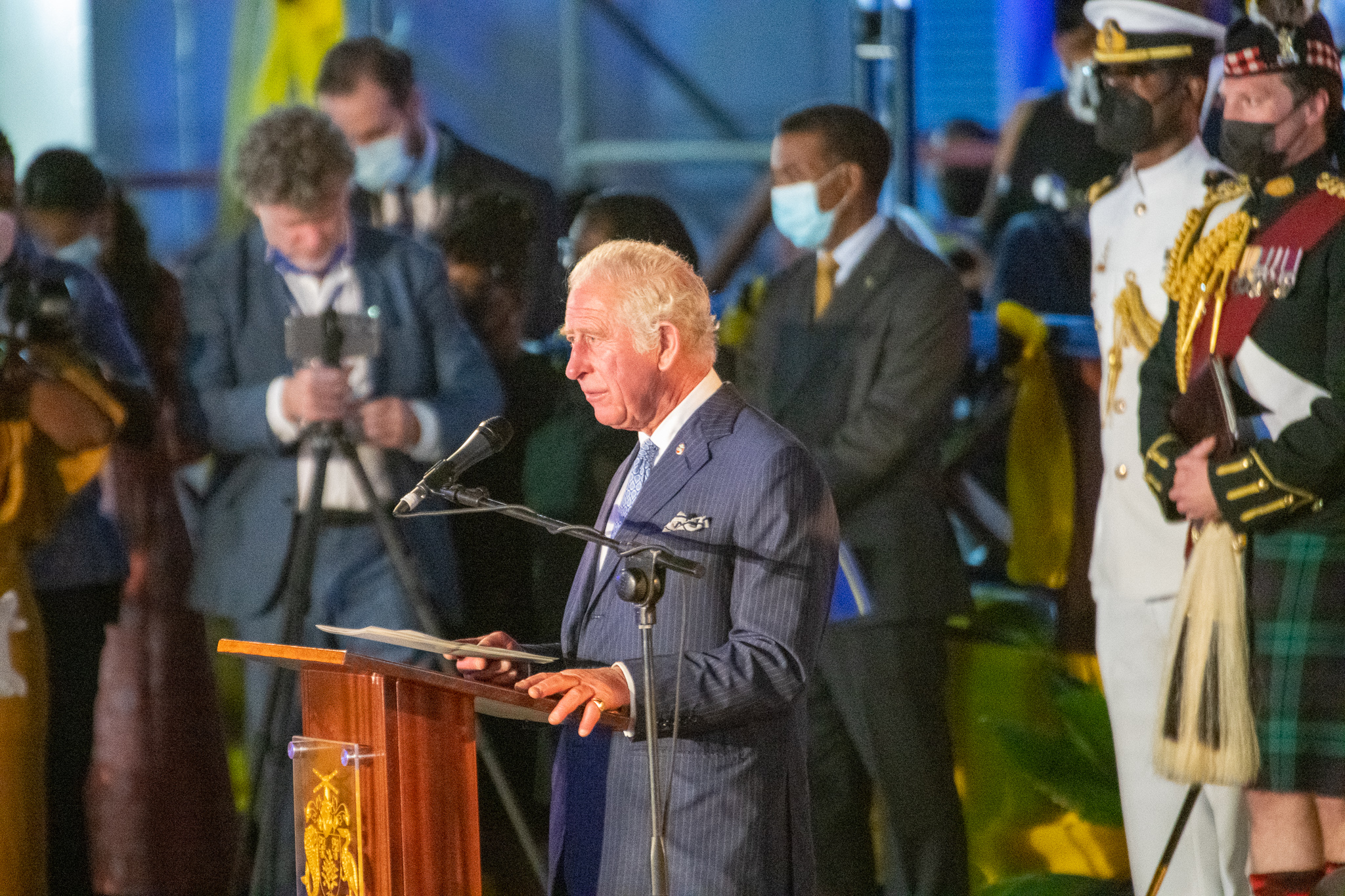
El entonces Príncipe de Gales, (ahora Carlos III de Inglaterra) en el acto de abolición de la monarquía en Barbados.

### Transición a la República
El Gobierno de Barbados anunció el 15 de septiembre de 2020 que tenía la intención de convertirse en una república para el 30 de noviembre de 2021, el 55 aniversario de su independencia, lo que resultaría en la sustitución de la monarquía barbadense por un presidente electo. Barbados dejaría entonces de ser un reino de la Commonwealth, pero podría mantener su pertenencia a la Mancomunidad de Naciones, como Guyana y Trinidad y Tobago.
El 20 de septiembre de 2021, poco más de un año después del anuncio de la transición, se presentó en el Parlamento de Barbados el Proyecto de Ley Constitucional (Enmienda) (n.º 2) de 2021. Aprobado el 6 de octubre, el proyecto de ley introdujo enmiendas a la Constitución de Barbados, introduciendo el cargo de presidente de Barbados para reemplazar el papel de Isabel II como Reina de Barbados. La semana siguiente, el 12 de octubre de 2021, la entonces Gobernadora General de Barbados, Sandra Mason, fue nominada conjuntamente por el primer ministro y el líder de la oposición como candidata a ser la primera presidenta de Barbados, y posteriormente fue elegida el 20 de octubre. Mason tomó posesión de su cargo el 30 de noviembre de 2021. El Príncipe Carlos, entonces heredero de la Corona de Barbados en ese momento, asistió a la ceremonia de investidura en Bridgetown, invitado por el Gobierno de Barbados.
La todavía Reina Isabel envió un mensaje de felicitación a la Presidente Mason y al pueblo de Barbados: "Al celebrar este día trascendental, le envío a usted y a todos los barbadenses mis mejores deseos de felicidad, paz y prosperidad en el futuro".

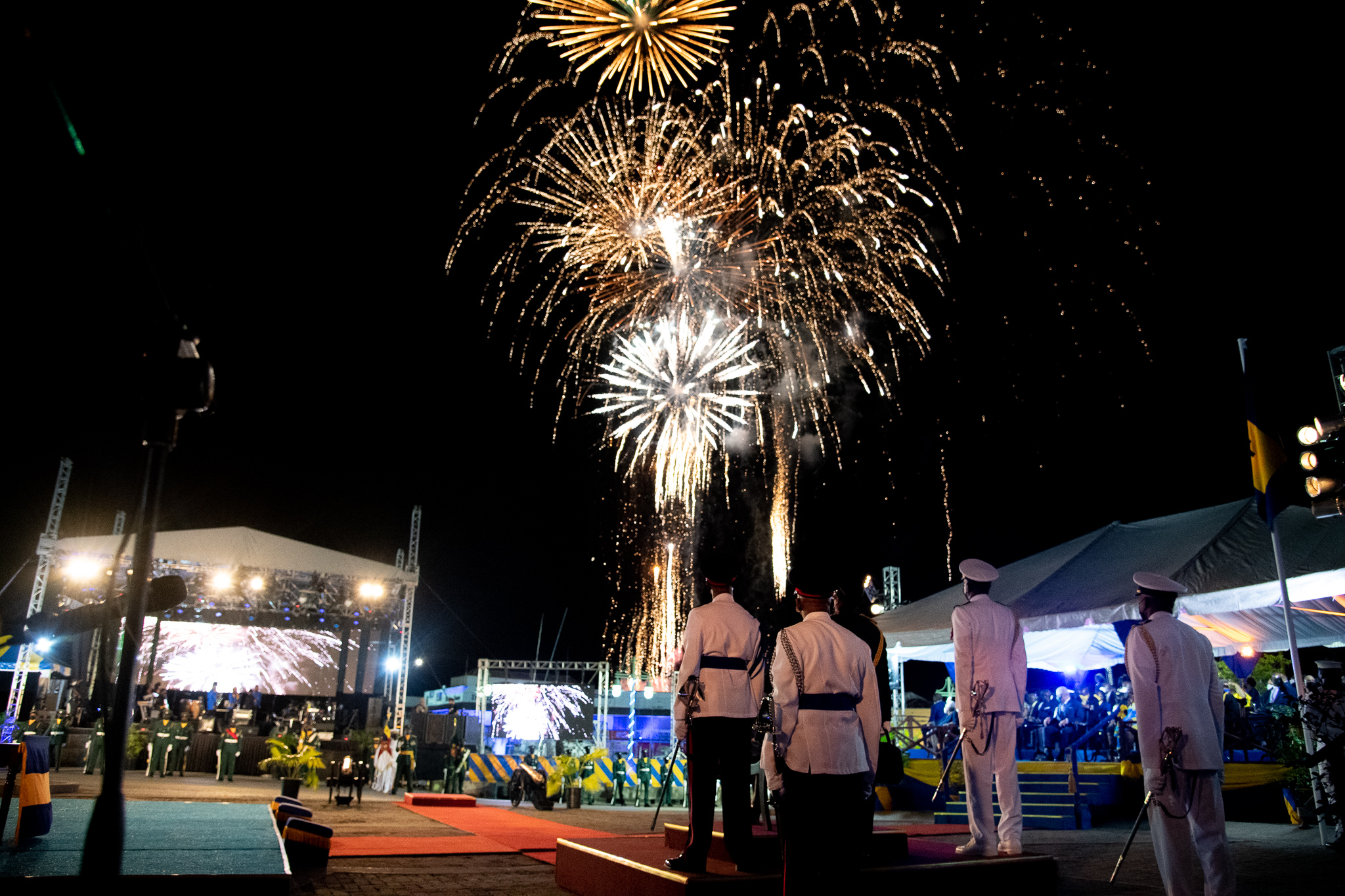
Fuegos artificiales en celebración del establecimiento de una República en Barbados en 2021.

Una encuesta realizada entre el 23 de octubre y el 10 de noviembre de 2021 por la Universidad de las Indias Occidentales mostró que el 34% de los encuestados estaba a favor de la transición a una república, mientras que el 30% se mostraba indiferente. En particular, no se encontró una mayoría general en la encuesta; el 24% no indicó ninguna preferencia, pero solo el 12% restante se opuso a la destitución de la reina Isabel.
El 20 de junio de 2022, Jeffrey Gibson (que, en ese momento, ocupaba temporalmente el cargo de Presidente interino de Barbados) formó y juró una Comisión de Revisión Constitucional para revisar la Constitución de Barbados.
La Comisión acordó un plazo de 18 meses para completar su trabajo. Se proyectó además solicitar la opinión del público de Barbados a través de una serie de eventos presenciales y en línea.
En 2023 la oposición y el gobierno de Venezuela (encabezado por Nicolás Maduro) firmaron los llamados ''Acuerdos de Barbados'' para celebrar elecciones presidenciales en 2024.Lo que permitió el levantamiento de algunas sanciones y la liberación de algunos políticos presos.

## Gobierno y política

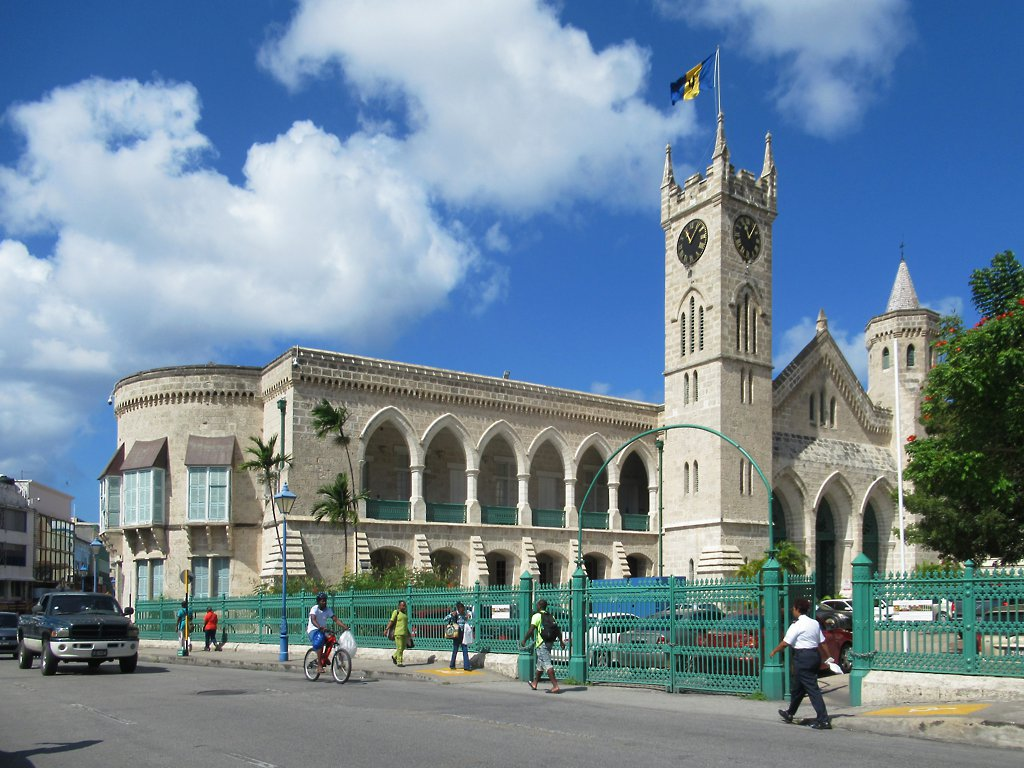
Edificio del Parlamento de Barbados.

Hasta del 30 de noviembre de 2021, Isabel II era reconocida como reina de Barbados y jefa de Estado, estando representada por un gobernador general. El actual gobierno propuso que Barbados se constituyese a sí mismo como una república dentro de la Mancomunidad de Naciones, con un presidente honorífico reemplazando a la reina.
El poder ejecutivo descansa en el primer ministro y su gabinete. El primer ministro es normalmente el líder del partido ganador de las elecciones para la Asamblea, que es la Cámara Baja del parlamento, y que tiene 30 escaños que son renovados cada cinco años. El Senado se compone de 21 miembros elegidos por el gobernador General.
Barbados es miembro de pleno derecho en la Comunidad Caribeña o CARICOM, y en la Conferencia interamericana de seguridad social (CISS).
La gobernadora, Sandra Mason, anunció en septiembre de 2020 que Barbados se transformaría en una república. Se preveía que la transformación finalizase en noviembre de 2021. El 20 de septiembre de 2021, poco más de un año después de que se hiciera el anuncio de la transición, se presentó al Parlamento de Barbados el Proyecto de Ley de Enmienda de la Constitución. Aprobado el 6 de octubre, el proyecto de ley introdujo enmiendas a la Constitución de Barbados, introduciendo la figura presidencial para reemplazar al monarca británico como jefe de Estado. 

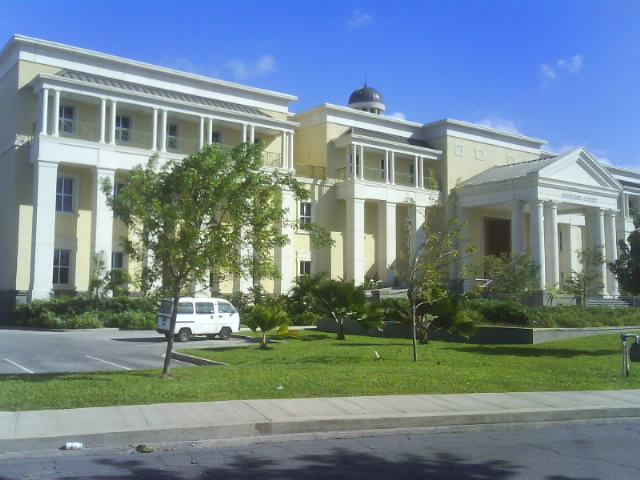
Corte Suprema de Barbados

La semana siguiente, el 12 de octubre de 2021, la entonces gobernadora general de Barbados, Sandra Mason, fue nombrada conjuntamente por el primer ministro y el líder de la oposición como candidata a la primera presidencia de Barbados, y posteriormente elegida el 20 de octubre. Mason asumió el cargo el 30 de noviembre de 2021.

### Elecciones
Las elecciones en Barbados se celebran para seleccionar a los miembros que ocuparán los cargos electivos de la Cámara de la Asamblea. Las elecciones se celebran el día de las elecciones. Estas elecciones generales no tienen fechas fijas, pero deben convocarse en los cinco años siguientes a la apertura del parlamento tras las últimas elecciones. Un exministro del DLP, Warwick Franklin, resumió el proceso de elecciones generales en Barbados diciendo que en realidad son "30 elecciones parciales en el mismo día".

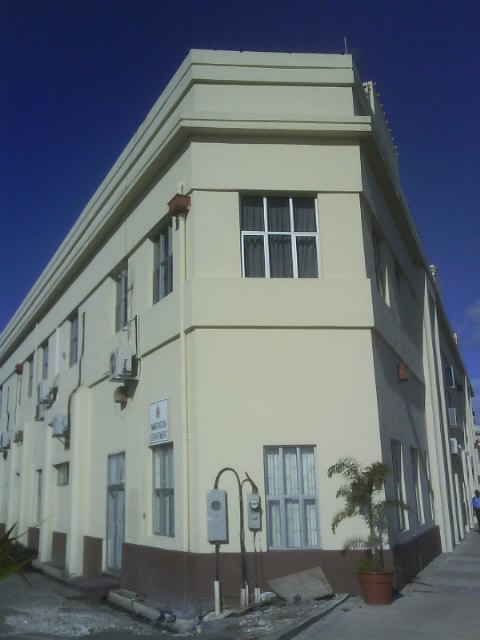
Departamento de Inmigración de Barbados

Las normas electorales de Barbados se rigen por ciertas partes de la Constitución local, otras leyes independientes y otros reglamentos o normas administrativas, o reglamentos elaborados por la Comisión.
La política en los últimos años es bipartidista, dominada por el Partido Laborista de Barbados, de centro-izquierda, y el Partido Laborista Democrático, socialdemócrata. En la actualidad, es difícil que otros partidos alcancen el éxito electoral.
Las elecciones en Barbados son responsabilidad de la Comisión Electoral y de Fronteras (E&BC) La E&BC es un organismo independiente dependiente de la Oficina del primer ministro (en su calidad de ministro de Finanzas), que es responsable de la administración financiera real de la E&BC. El E&BC está dirigido por el director general electoral, y cuenta con cinco miembros/comisarios, que son elegidos exclusivamente en función de su experiencia. Estos miembros son elegidos tanto por el primer ministro como por la oposición, y su mandato es de 5 años.
El voto en Barbados es por ley voluntario, y el registro para las elecciones corre a cargo del Organismo de Gestión Electoral (EMB). Los requisitos para poder votar son los siguientes :
Un ciudadano de Barbados, mayor de 18 años, que haya residido en una circunscripción electoral durante al menos tres meses antes de la Fecha de Calificación.
Un ciudadano de la Commonwealth, mayor de 18 años, que haya residido legalmente en Barbados durante al menos tres años consecutivos y haya residido en una circunscripción electoral durante al menos tres meses antes de la Fecha de Habilitación.

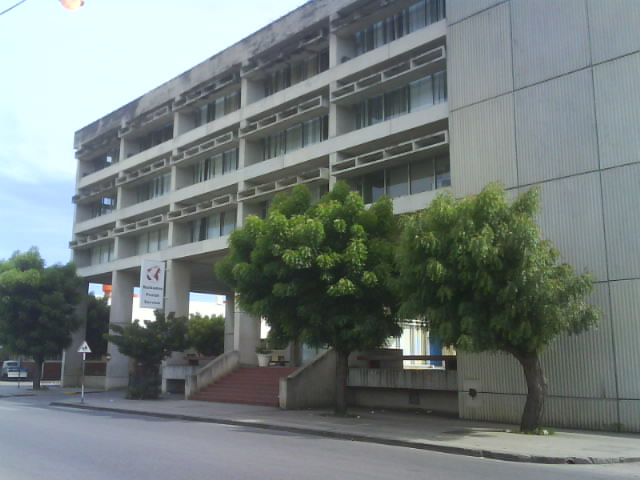
Edificio principal del servicio de Correos de Barbados

Un ciudadano no perteneciente a la Commonwealth, mayor de 18 años, que haya residido legalmente en Barbados durante un periodo de al menos siete años y haya residido en una circunscripción electoral durante al menos tres meses antes de la Fecha de Habilitación.
Para que se celebren elecciones, el Presidente debe emitir formalmente una orden judicial que exija la celebración de elecciones.
Poco antes de la jornada electoral, se enviará por correo a los electores una tarjeta con la ubicación de su colegio electoral. Para participar durante la jornada electoral, el electorado acude a su colegio electoral especificado en el que está inscrito para las elecciones nacionales. En el colegio electoral, el elector debe presentar su documento nacional de identidad para que se le entregue una papeleta única. Para emitir su voto, el elector debe marcar manualmente su papeleta. Lo hace poniendo una cruz ("X") junto al candidato que desea que le represente. (Cualquier otra marca o comentario en la papeleta la convierte en nula.) Una vez completada, la papeleta anónima se introduce en una urna sellada para su posterior recuento.
El voto del público no está permitido en las Altas Comisiones, Embajadas y Consulados de Barbados. Sin embargo, el personal diplomático puede votar. La Ley de Representación del Pueblo establece que "se considerará elector del servicio exterior en cualquier elección de cualquier circunscripción electoral a toda persona que: a) preste servicio en el extranjero como Jefe de una Misión o miembro del personal de una Misión; b) sea miembro del hogar de una persona mencionada en el apartado a)".
Las urnas se recogen en cada colegio electoral de la circunscripción y se llevan al centro de recuento. Allí se comprueban los precintos antes de abrir las urnas y se cuentan los votos de cada candidato. El ganador se determina por pluralidad de votos. Una vez finalizado el recuento, el escrutador anuncia los resultados de la votación en esa circunscripción y declara al ganador de las elecciones.
El gobierno local se disolvió entre 1967 y 1969, cuando se creó un Comisionado Provisional para el Gobierno Local para transferir todas las funciones al gobierno nacional. De este modo quedó únicamente el gobierno nacional. En el sistema actual, los electores no votan directamente a un primer ministro. En su lugar, los electores votan a los candidatos que se presentan en su circunscripción para elegir a quien quieren que les represente en la Asamblea Legislativa. Todos los demás cargos del gobierno son hereditarios, nominativos o de designación directa.

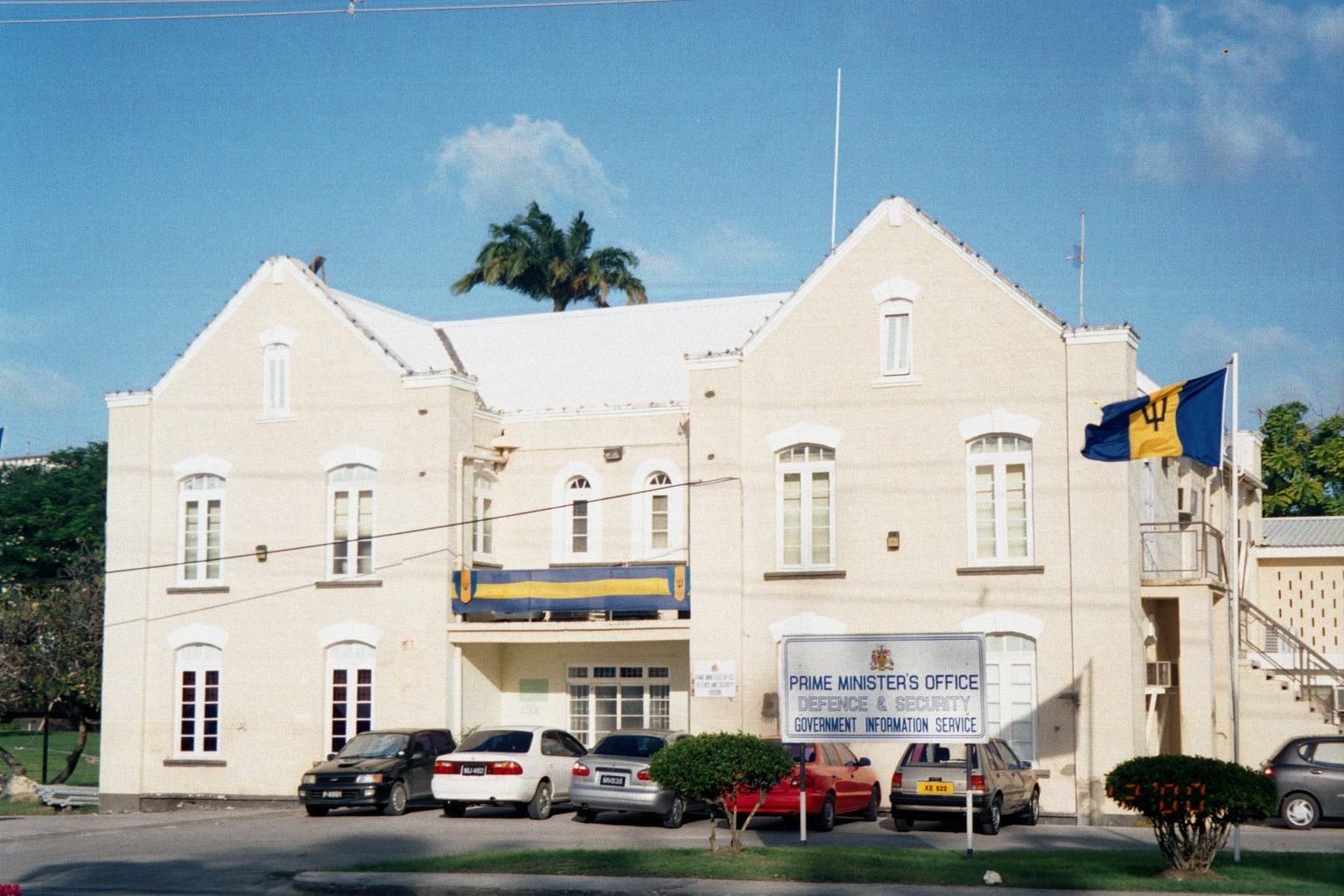
Oficina del primer ministro de Barbados

### Derechos humanos

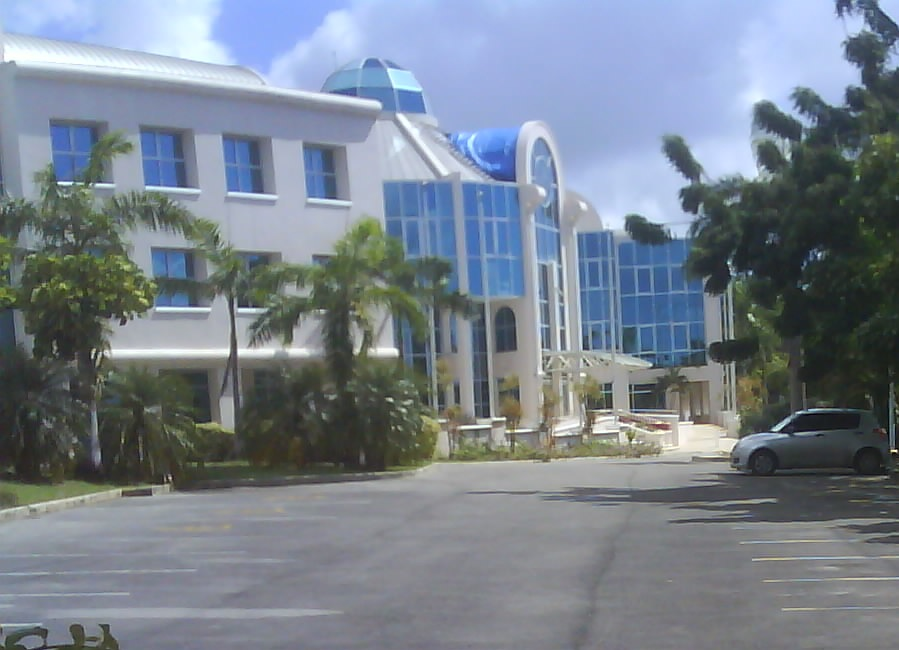
Oficina de las Naciones Unidas para el Caribe Oriental. Situada en Christ Church, Barbados.

En materia de derechos humanos, respecto a la pertenencia a los siete organismos de la Carta Internacional de Derechos Humanos, que incluyen al Comité de Derechos Humanos (HRC), Barbados ha firmado o ratificado:
| Barbados | Tratados internacionales | Tratados internacionales | Tratados internacionales | Tratados internacionales | Tratados internacionales  | Tratados internacionales | Tratados internacionales | Tratados internacionales | Tratados internacionales  | Tratados internacionales  | Tratados internacionales | Tratados internacionales | Tratados internacionales  | Tratados internacionales  | Tratados internacionales | Tratados internacionales  | Tratados internacionales    | Tratados internacionales  |
| --- | --- | ------------------------ | --- | --- | ------------------------- | --- | ------------------------ | ------------------------ | ------------------------- | ------------------------- | ------------------------ | ------------------------ | ------------------------- | ------------------------- | ------------------------ | ------------------------- | --------------------------- | ------------------------- |
| Barbados | CESCR | CESCR                    | CCPR | CCPR | CCPR                      | CERD | CED                      | CEDAW                    | CEDAW                     | CAT                       | CAT                      | CRC                      | CRC                       | CRC                       | CRC                      | MWC                       | CRPD                        | CRPD                      |
| Barbados | CESCR | CESCR-OP                 | CCPR | CCPR-OP1 | CCPR-OP2-DP               | CERD | CED                      | CEDAW                    | CEDAW-OP                  | CAT                       | CAT-OP                   | CRC                      | CRC-OP-AC                 | CRC-OP-SC                 | CRC-OP-CP                | MWC                       | CRPD                        | CRPD-OP                   |
| Pertenencia | Barbados ha reconocido la competencia de recibir y procesar comunicaciones individuales por parte de los órganos competentes. | Sin información.         | Barbados ha reconocido la competencia de recibir y procesar comunicaciones individuales por parte de los órganos competentes. | Barbados ha reconocido la competencia de recibir y procesar comunicaciones individuales por parte de los órganos competentes. | Ni firmado ni ratificado. | Barbados ha reconocido la competencia de recibir y procesar comunicaciones individuales por parte de los órganos competentes. | Sin información.         | Firmado y ratificado.    | Ni firmado ni ratificado. | Ni firmado ni ratificado. | Sin información.         | Firmado y ratificado.    | Ni firmado ni ratificado. | Ni firmado ni ratificado. | Sin información.         | Ni firmado ni ratificado. | Firmado pero no ratificado. | Ni firmado ni ratificado. |
| Firmado y ratificado, firmado, pero no ratificado, ni firmado ni ratificado, sin información, ha accedido a firmar y ratificar el órgano en cuestión, pero también reconoce la competencia de recibir y procesar comunicaciones individuales por parte de los órganos competentes. | |                          | | |                           | |                          |                          |                           |                           |                          |                          |                           |                           |                          |                           |                             |                           |

### Disputas
Las reivindicaciones territoriales de Guyana y Barbados en alta mar (Océano Atlántico) se solapan, y también son objeto de disputa con Venezuela que reclama una Zona económica exclusiva en las aguas que se solapan con las reclamaciones de las dos primeras. En 2008 Barbados trató de colocar los bloques petrolíferos en el mercado abierto para la licitación de exploración petrolífera, pero se enfrentó a un desafío por parte del gobierno de Venezuela en Caracas.
En 2006, un grupo local barbadense que pretendía representar a los descendientes de los pueblos indígenas caribeños anunció su reclamación de la isla de Culpepper, un pequeño afloramiento rocoso en la costa oriental de Barbados.

### Política Exterior

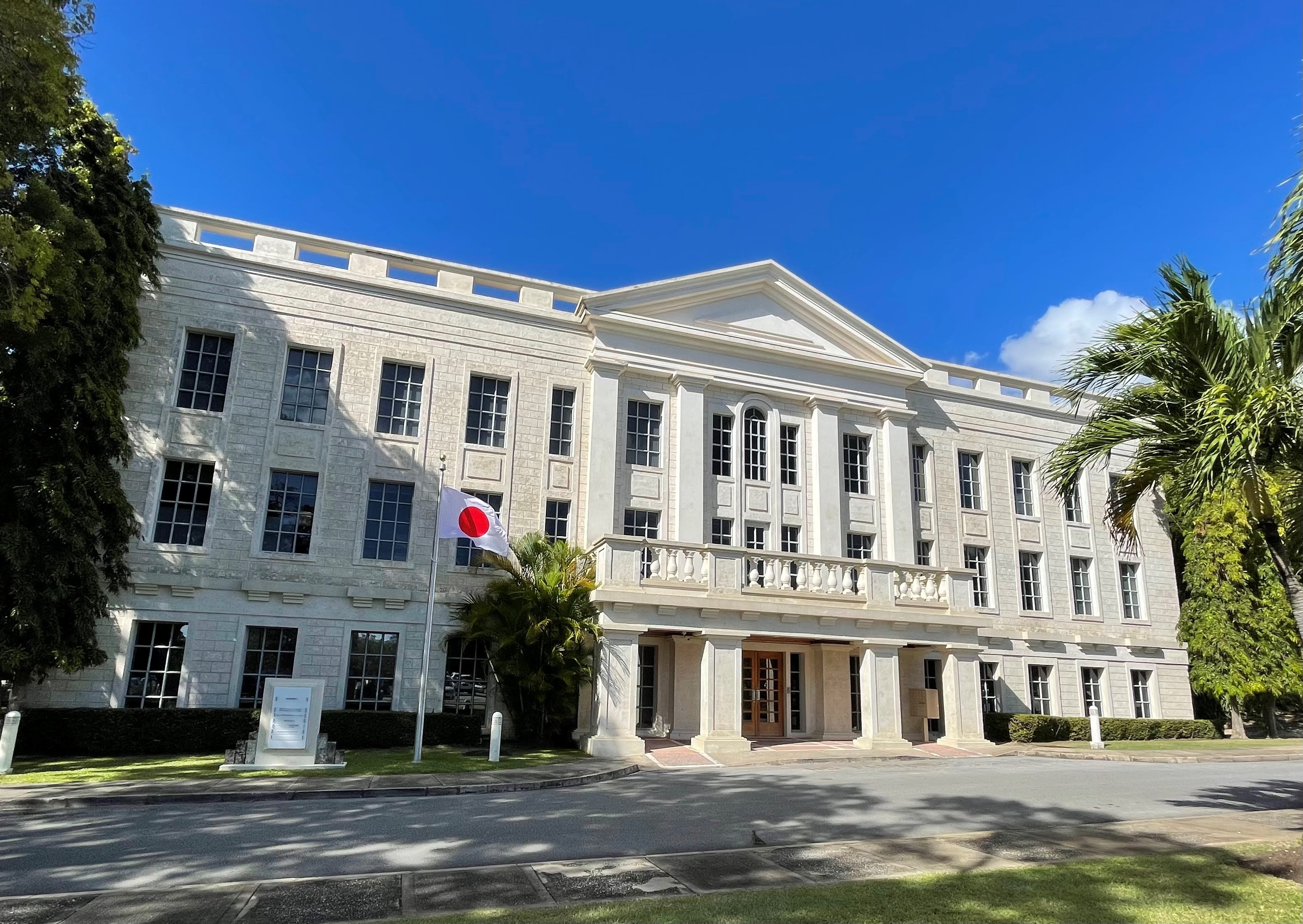
Embajada de Japón en Barbados

Barbados sigue una política de no alineamiento y busca relaciones de cooperación con todos los Estados amigos. Barbados es miembro de pleno derecho y participante de la Comunidad del Caribe (CARICOM), del Mercado y Economía Únicos de la CARICOM (CSME), de la Asociación de Estados del Caribe (AEC), de la Organización de Estados Americanos (OEA), de la Commonwealth de Naciones y del Tribunal de Justicia del Caribe (CCJ). En 2005, Barbados sustituyó el Comité Judicial del Consejo Privado por el Tribunal de Justicia del Caribe como última instancia de apelación.
Barbados es miembro original (1995) de la Organización Mundial del Comercio (OMC) y participa activamente en sus trabajos. Concede como mínimo el trato de NMF a todos sus socios comerciales. Las relaciones y la cooperación de la Unión Europea con Barbados se llevan a cabo tanto a nivel bilateral como regional. Barbados es parte del Acuerdo de Cotonú, a través del cual, desde diciembre de 2007, está vinculado por un Acuerdo de Asociación Económica con la Comisión Europea. 
En este pacto participa el Foro del Caribe (CARIFORUM), subgrupo del Grupo de Estados de África, el Caribe y el Pacíf

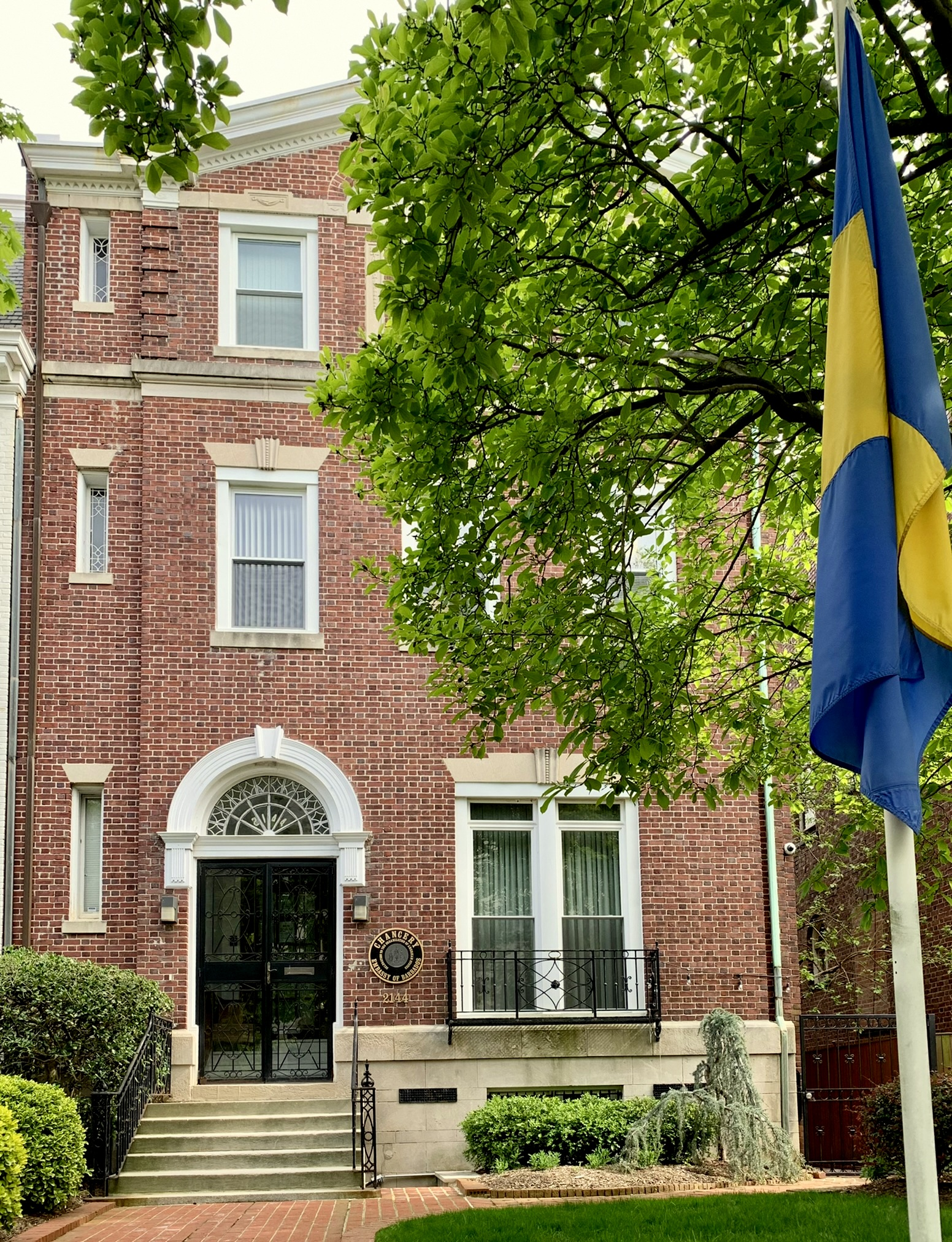
Embajada de Barbados en Washington D.C, Estados Unidos

ico (ACP). El CARIFORUM es la única parte del bloque ACP que ha suscrito un pacto comercial regional completo con la Unión Europea. También hay diálogos en curso entre la UE y la Comunidad de Estados Latinoamericanos y Caribeños (CELAC) y entre la UE y el CARIFORUM.
La política comercial también ha tratado de proteger un pequeño número de actividades nacionales, principalmente la producción de alimentos, de la competencia extranjera, al tiempo que reconoce que la mayoría de las necesidades nacionales se satisfacen mejor con las importaciones.
El 6 de julio de 1994, en el Centro de Conferencias Sherbourne, St. Michael, Barbados, representantes de ocho países firmaron los Tratados de Alivio de la Doble imposición (CARICOM) de 1994. Los países que estuvieron representados fueron: Antigua y Barbuda, Belice, Granada, Jamaica, San Cristóbal y Nieves, Santa Lucía, San Vicente y las Granadinas, y Trinidad y Tobago.
El 19 de agosto de 1994, un representante del Gobierno suramericano de Guyana firmó un tratado similar.

### Policía
El Servicio de Policía de Barbados (Barbados Police Service, BPS por sus siglas en inglés), anteriormente denominado Real Fuerza de Policía de Barbados (Royal Barbados Police Force, RBPF), es el organismo encargado de hacer cumplir la ley en Barbados, según lo establecido en la Ley de Policía (Police Act, Cap. 167). Richard Boyce es actualmente el Comisionado de la Policía.

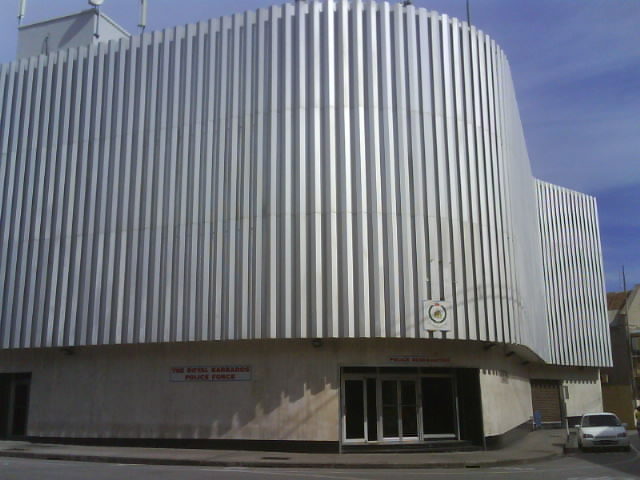
Sede del Servicio de Policía de Barbados

La BPS está dividida en cinco divisiones operativas: la División Norte, la División Sur, la División Bridgetown, la División de Investigaciones Criminales y la División de Apoyo a las Operaciones. Éstas cuentan con el apoyo de la División de Servicios Administrativos. La estructura organizativa de la BPS sigue el modelo del Servicio de Policía Metropolitana de Londres.
En los últimos años, un creciente número de oficiales de policía de Barbados han sido reclutados para ocupar puestos de trabajo en el Servicio de Policía de Bermudas.(un territorio británico de ultramar)
La principal Fuerza Policial de Barbados fue establecida en 1835. Poco después de su fundación, la Fuerza Policial contaba informalmente con policías montados, sin embargo en 1880 se reconoció una verdadera división montada conocida como Cuerpo Montado.(En 1882, la policía portuaria se unificó con la división terrestre principal, que se había establecido por separado en 1867. Unos 100 años más tarde, en la década de 1980, la unidad de Policía Portuaria se disolvió por completo.
El prefijo Royal se añadió al título del Cuerpo de Policía en febrero de 1966 durante una visita de la entonces reina Isabel II a Barbados. Hasta noviembre de 2021, Royal había permanecido como parte del nombre y la identidad del cuerpo.

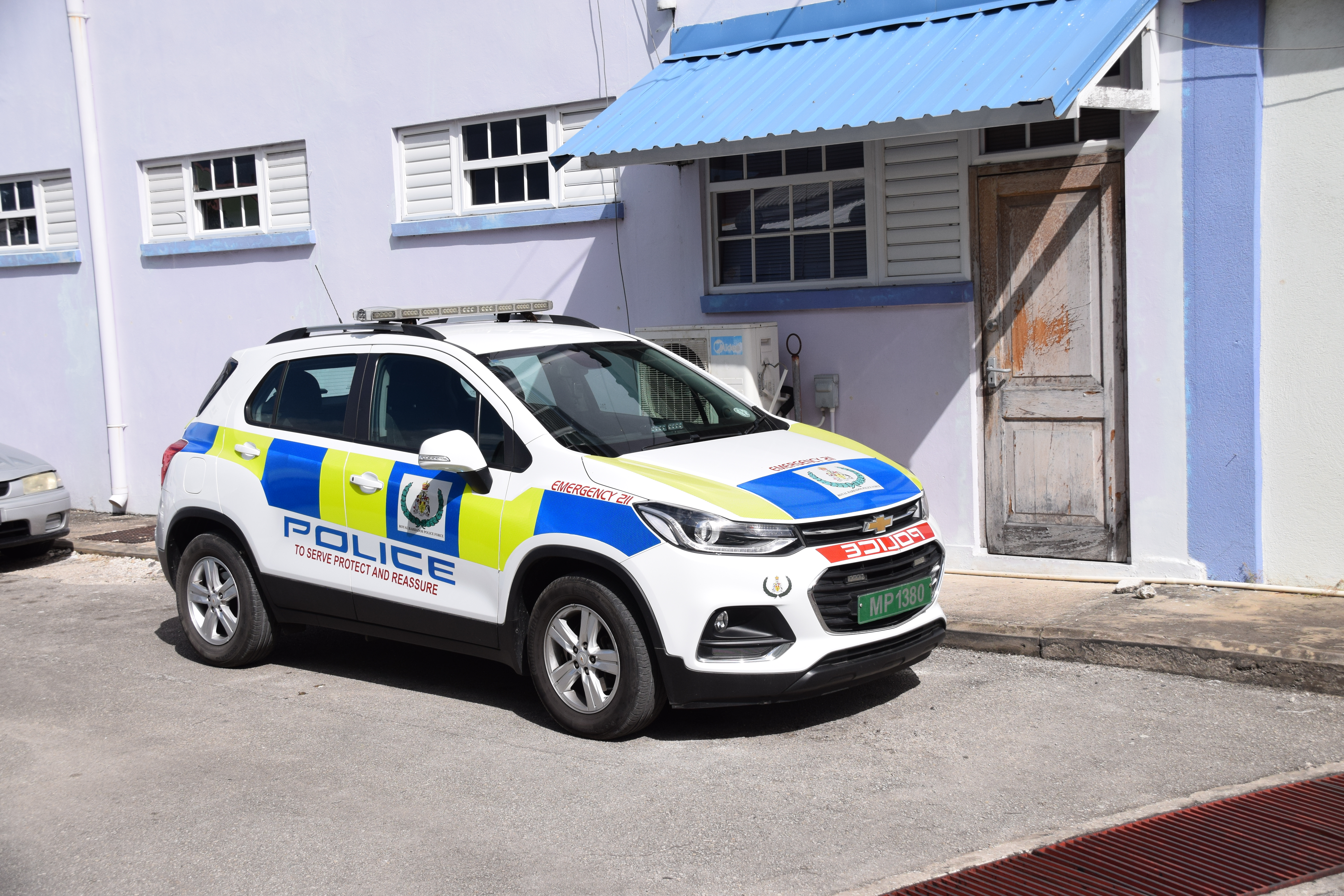
Un Vehículo de la Policía de Barbados

En 1981, la Real Fuerza de Policía de Barbados se convirtió en miembro de pleno derecho de la Organización Internacional de Policía Criminal (Interpol).
En 2021, el nombre de Servicio de Policía de Barbados fue seleccionado para ser el nuevo nombre de la Real Fuerza de Policía de Barbados y reemplazó el antiguo nombre cuando Barbados se convirtió en una república el 30 de noviembre de 2021. El nombre fue seleccionado para reflejar la retirada de la reina como jefa de Estado y como declaró el ministro de Asuntos Jurídicos Dale Marshall, "...la fuerza policial tal y como es ahora y como queremos que sea en el futuro, tiene que ser algo más que la noción de fuerza bruta, una fuerza que empuja contra las personas y empuja contra los objetos porque la labor policial hace tiempo que dejó de centrarse en la fuerza bruta y la fuerza".

### Defensa
La Fuerza de Defensa de o Barbados o Barbados Defence Force (BDF por sus siglas en inglés) son las fuerzas armadas combinadas de Barbados. La BDF se creó el 15 de agosto de 1979 y es responsable de la defensa territorial y la seguridad interna de la isla. El cuartel general de la Barbados Defence Force se encuentra en St. Ann's Fort, The Garrison, Saint Michael.

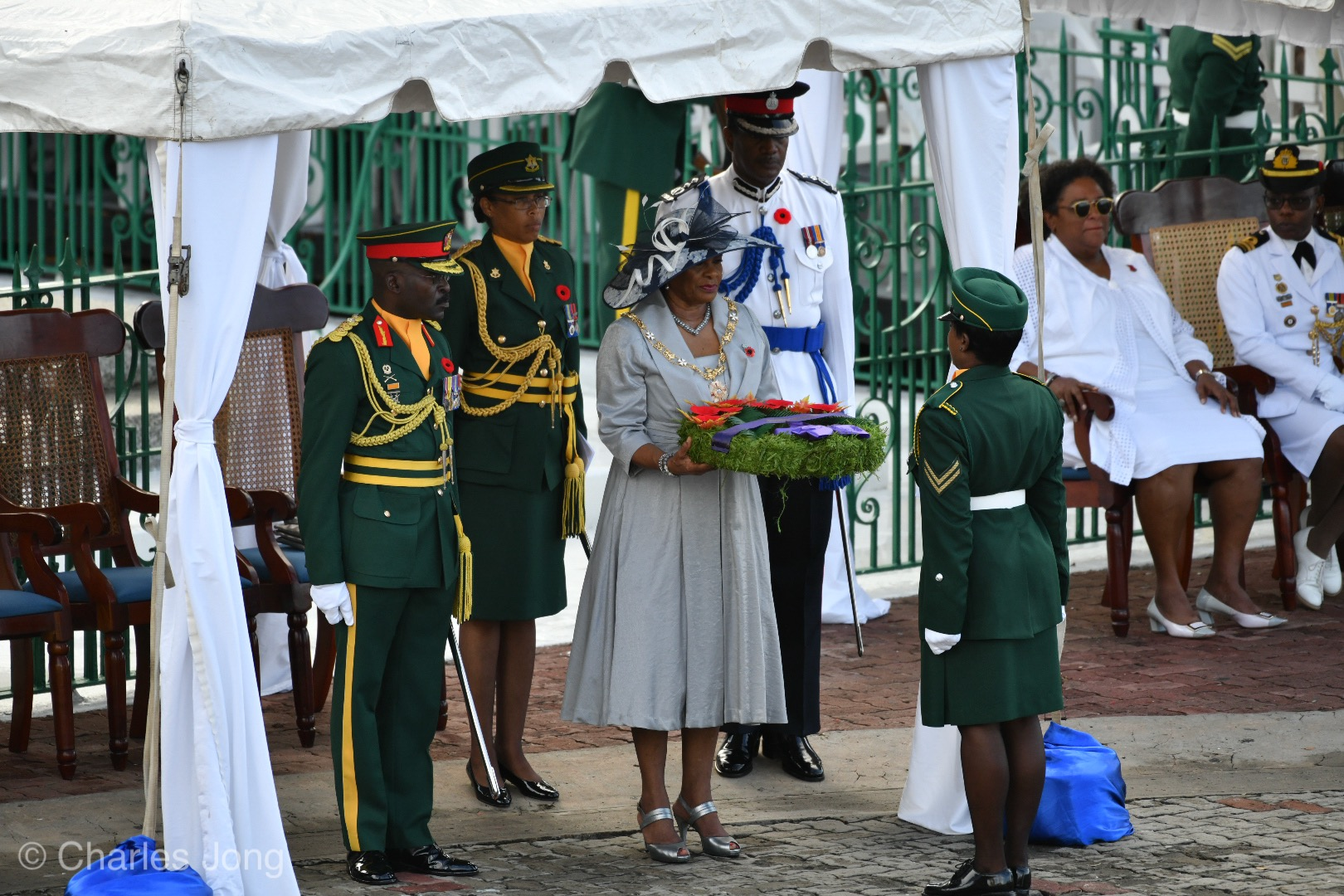
Un desfile militar y servicio religioso del Día del Recuerdo en Bridgetown, Barbados, 2019

Hay tres componentes principales de la BDF:

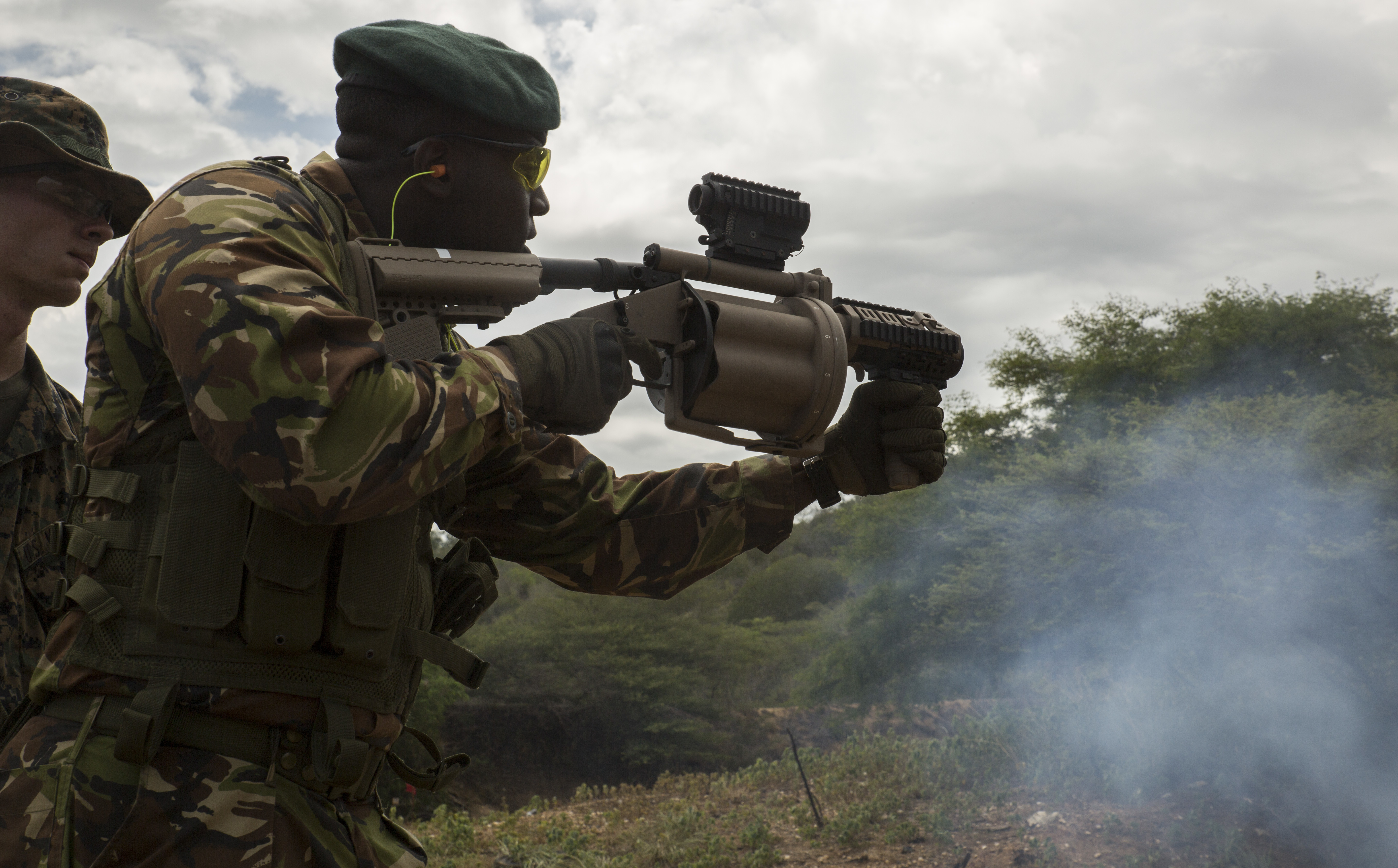
Un militar de Barbados dispara proyectiles no letales con un lanzagranadas M32 durante los ejercicios Tradewinds 2016

El Regimiento de Barbados - Esta rama está comandada por el Oficial Comandante del Regimiento de Barbados, Mayor Pedro Drakes, y tiene su base en St Anns Fort y Paragon Base. Se trata del principal componente de la fuerza terrestre y comprende unidades regulares y de reserva.
Los Guardacostas de Barbados - Este cuerpo está dirigido por el Oficial al mando de los Guardacostas de Barbados (Ag), Capitán de Corbeta Derrick Brathwaite, y tiene su base en el HMBS Pelican. Se trata del elemento marítimo, responsable de patrullar las aguas territoriales de Barbados, así como de la interdicción de drogas y los ejercicios humanitarios y de salvamento. También incluye unidades regulares y de reserva.
Fuerza aérea de Barbados - Esta rama se formó en 1971, operaba un Beech Queen Air. En 1981 se adquirió un Cessna 402C. Desde 1985 todas las aeronaves han sido retiradas y el ala aérea dejó de existir en la práctica, pero la BDF está tratando de restablecer el ala aérea.
Esta rama está comandada por el Comandante del Cuerpo de Cadetes de Barbados, el Comandante David Dowridge, que también fue Jefe Adjunto del Estado Mayor (DCOS). Es la organización militar juvenil de las Fuerzas de Defensa. Incluye a los Cadetes de Infantería y de Mar. Esta organización se creó en 1904. Las primeras mujeres ingresaron en el cuerpo de cadetes entre los años 1970 y 1980. El Cuerpo de Cadetes tiene un juramento y también una canción. Comenzó con 3 unidades normales, pero en la actualidad se ha ampliado a 22. Estas unidades se agrupan en zonas. También hay una banda, cadetes marinos y unidades médicas, junto con un programa de tiro.
El Programa deportivo de las Fuerzas Armadas de Barbados o Barbados Defence Force Sports Program es el brazo deportivo de las BDF, especializado en el reclutamiento y entrenamiento de atletas en cinco deportes: fútbol, cricket, tenis de mesa, atletismo y boxeo.
Al igual que sus homólogos estadounidenses, británicos y canadienses, las BDF cuentan con una organización de veteranos voluntarios conocida como la Legión de Barbados. Se fundó en 1957, nueve años antes de la independencia. Al ser una organización benéfica registrada, recibe ayuda de la Barbados Poppy League y del gobierno nacional.
La Zouave Band es la principal unidad musical de la BDF, siendo la otra la banda del Barbados Cadet Corps. Su homóloga militar uniformada nacional es la Barbados Police Band. Su historia se remonta a la de la Banda del Regimiento de las Indias Occidentales, considerada la precursora de la mayoría de las bandas militares caribeñas que estuvieron bajo control británico. Como resultado, la banda también comparte linaje con la Banda Militar de Jamaica.
La BCC mantiene una banda de música conocida como la Banda Nacional de Cadetes y actúa en ocasiones nacionales con la BCC y la BDF. Está compuesta por estudiantes de escuelas públicas y privadas de la zona. Actúa en dos modalidades: banda de marcha y banda de concierto. La banda de música se remonta a principios de los años veinte, cuando el cuerpo de cadetes local mantenía un cuerpo de pífanos y tambores. Entre 1950 y 2006, las unidades escolares individuales tenían cuerpos de tambores que atendían a las actividades de la unidad y la escuela. En 1973, se formó la Banda de Cadetes de Combermere, que durante 22 años fue la única banda de cadetes de viento metal y arrecife entre las demás escuelas secundarias de la isla. Su última actuación fue en el Desfile del Día de la Independencia de 1995, cuando se formó la Banda Nacional de Cadetes. Como parte de las celebraciones del centenario del BCC en 2004, la Banda se convirtió en una unidad permanente a tiempo completo, actuando en un Desfile del Día de la Independencia ese año y de nuevo al año siguiente.

## Organización político-administrativa

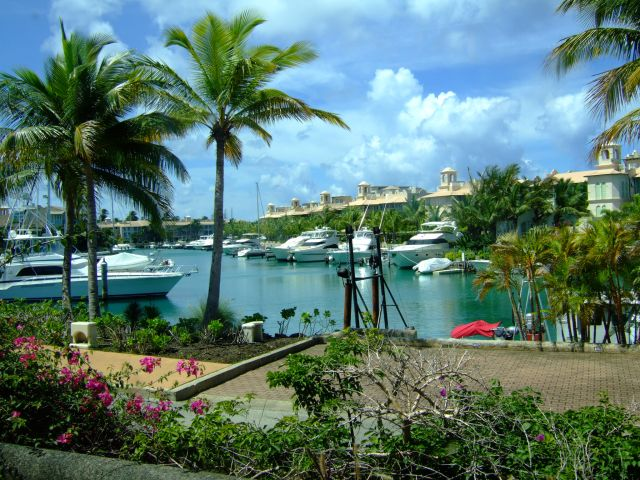
El Puerto de Saint Charles en la parroquia de Saint Peter, Barbados

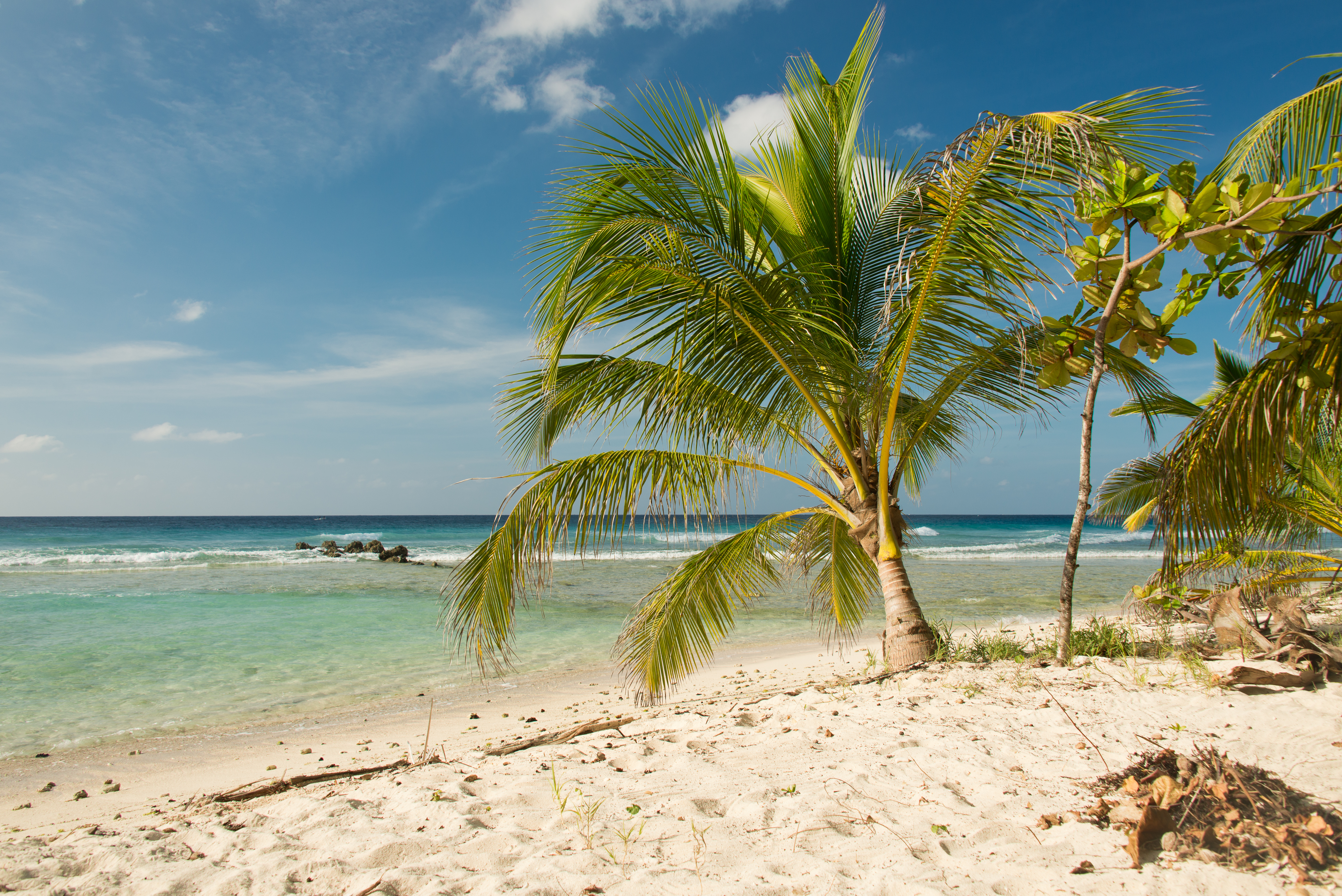
Playa en la parroquia de Saint Michael en Barbados

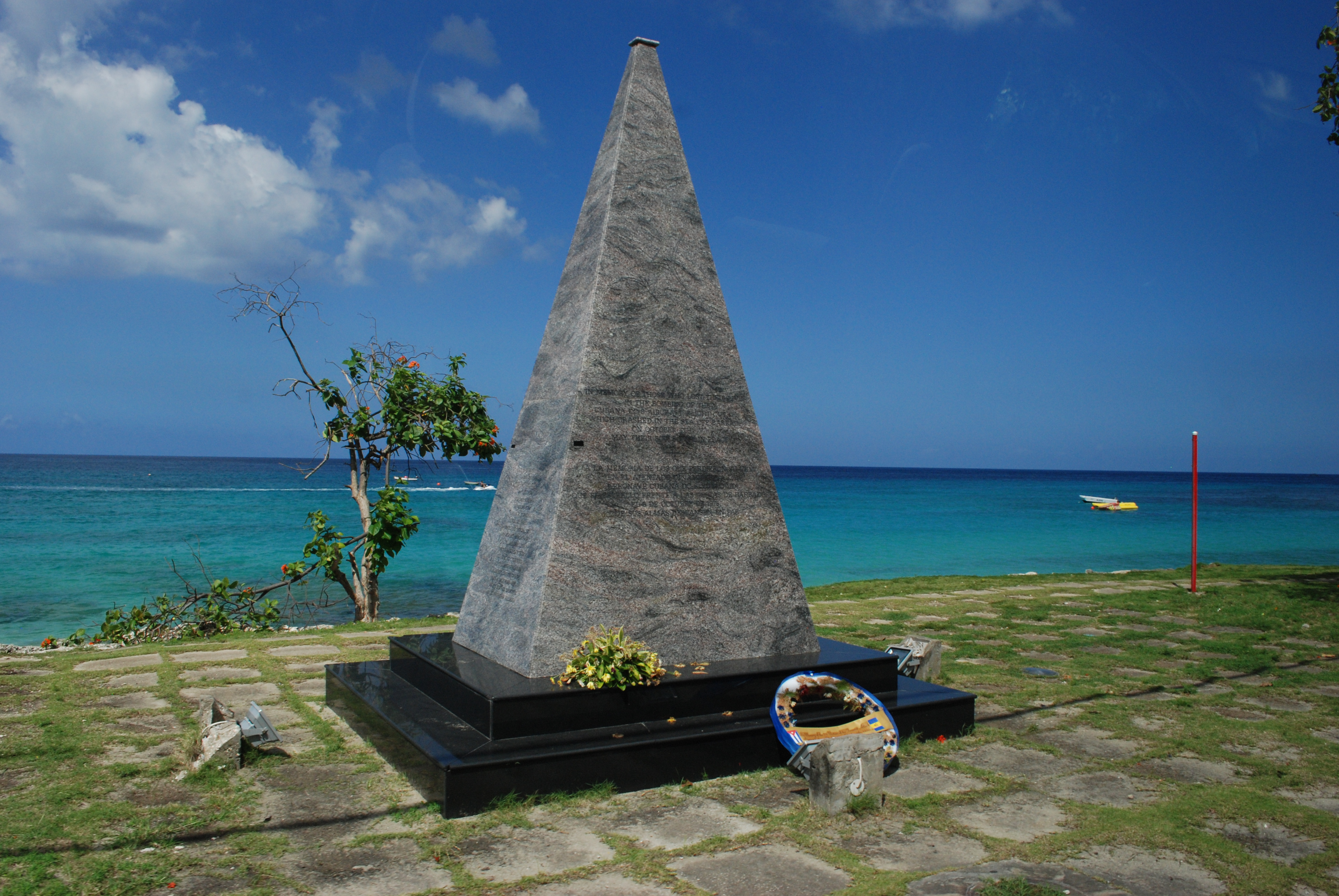
Monumento conmemorativo del Vuelo 455 de Cubana de Aviación en la parroquia de Saint James, Barbados

Barbados está dividido administrativamente en once parroquias que deben su nombre a la religión anglicana de los colonos británicos. Además, la capital Bridgetown está situada dentro de la parroquia de Saint Michael y es posible que pueda formar su propia parroquia en un futuro.

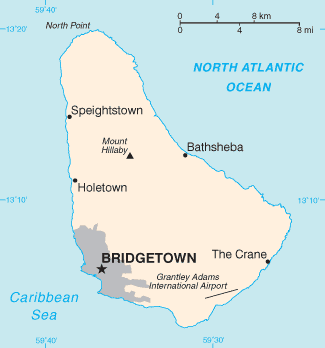
Mapa de Barbados

| División territorial de Barbados | División territorial de Barbados | División territorial de Barbados |
| --- | -------------------------------- | -------------------------------- |
| \| Saint Lucy Saint Peter Saint Andrew Saint James Saint Thomas Saint Joseph Saint John Saint George Saint Michael Christ Church Saint Philip \| |                                  |                                  |
| Parroquia | Capital                          | Territorio (km²)                 |
| Christ Church | Oistins                          | 57                               |
| Saint Andrew | Belleplaine                      | 36                               |
| Saint George | The Glebe                        | 44                               |
| Saint James | Holetown                         | 31                               |
| Saint John |                                  | 34                               |
| Saint Joseph | Bathsheba                        | 26                               |
| Saint Lucy | Checker Hall                     | 36                               |
| Saint Michael | Bridgetown                       | 39                               |
| Saint Peter | Speightstown                     | 34                               |
| Saint Philip | Six Cross Roads                  | 60                               |
| Saint Thomas | Sturges                          | 34                               |
| Saint Lucy Saint Peter Saint Andrew Saint James Saint Thomas Saint Joseph Saint John Saint George Saint Michael Christ Church Saint Philip       |                                  |                                  |

## Geografía
Barbados es una isla de 34 km de largo y 23 km de ancho, con poco relieve y suaves laderas hacia la región central, más elevada. El punto más alto es el Monte Hillaby de 336 m. Está localizada en un punto un poco alejado del eje de las demás islas, ya en el Océano Atlántico.
El clima es tropical, con una estación de lluvias de junio a octubre. Aunque uno pueda creer que la isla soporta severas tormentas y huracanes tropicales durante esta estación de lluvias, realmente esto no es así. La isla es alcanzada de cerca por alguno de estos huracanes con una media de 3,09 años y lo soporta de lleno cada 26,6.

### Geología

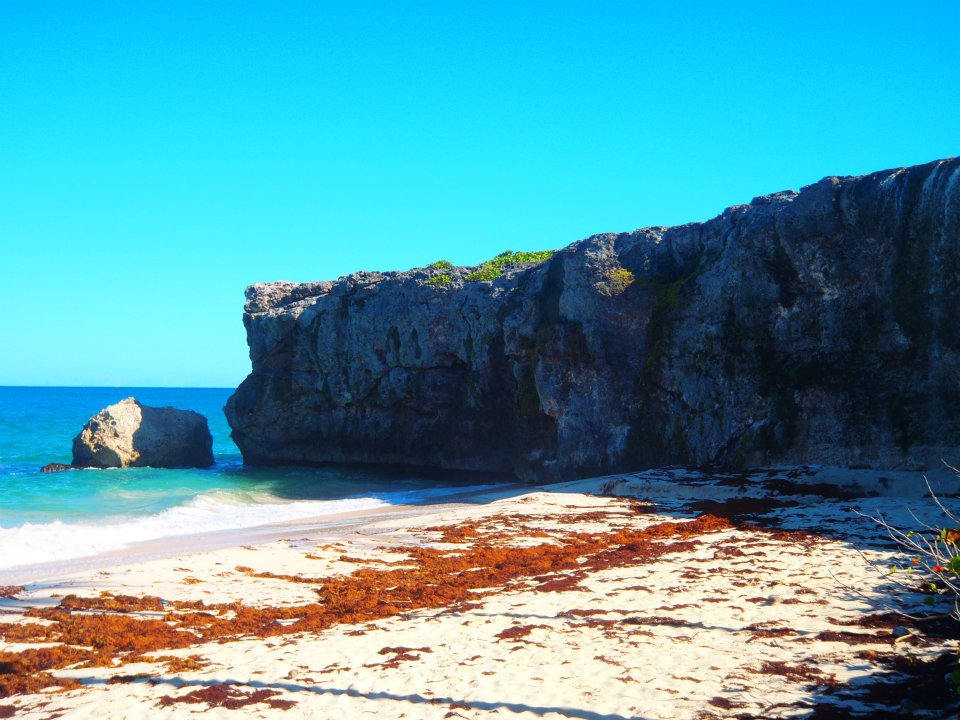
Acantilados costeros de Barbados

Barbados se encuentra en el límite de las placas Sudamericana y Caribeña. La subducción de la placa Sudamericana bajo la placa Caribeña arrastra sedimentos de la placa Sudamericana y los deposita sobre la zona de subducción formando un prisma de acreción. La velocidad de este depósito de material permite que Barbados se eleve a un ritmo de unos 25 mm (1 pulgada) cada 1.000 años. Esta subducción significa que geológicamente la isla está compuesta de coral de unos 90 m (300 pies) de grosor, donde los arrecifes se formaron por encima del sedimento. La tierra se inclina en una serie de "terrazas" en el oeste y entra en pendiente en el este. Gran parte de la isla está rodeada de arrecifes de coral.
La erosión de la piedra caliza en el noreste de la isla, en el distrito de Escocia, ha dado lugar a la formación de varias cuevas y barrancos. En la costa atlántica oriental de la isla se han creado formas terrestres costeras, entre ellas chimeneas, debido a la composición caliza de la zona.
También destaca en la isla el cabo rocoso conocido como Pico Teneriffe, el cual recibe su nombre porque la isla de Tenerife en España es la primera tierra al oriente de Barbados según la creencia de los lugareños.

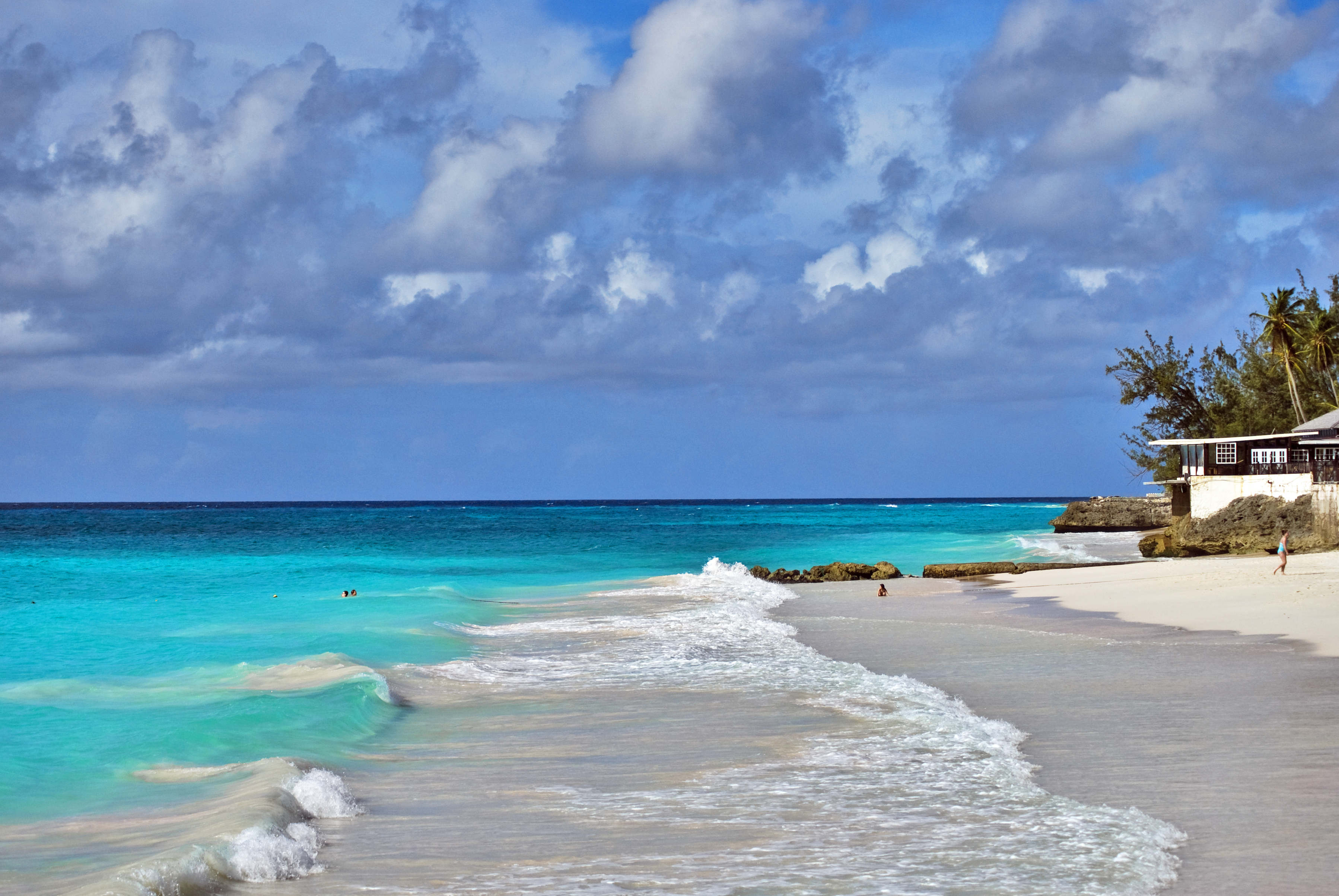
Una playa de Barbados

La geología de la isla de Barbados incluye exposiciones de rocas carbonatadas relacionadas con arrecifes que abarcan el 85% de la superficie de la isla. Esta formación de roca coralina tiene 70 metros de espesor y data del Pleistoceno. A diferencia de las islas vecinas del arco volcánico de las Antillas Menores, Barbados es inusual porque no es una isla volcánica (las únicas rocas volcánicas son algunos lechos de ceniza procedentes de erupciones en islas vecinas).En su lugar, la isla de Barbados es la parte expuesta del Prisma de Acreción de la Dorsal de Barbados, que quedó como sedimentos oceánicos profundos "raspados" a la superficie cuando la corteza oceánica atlántica subducía bajo la Placa del Caribe.
Las rocas más antiguas se encuentran en la Formación Escocia e incluyen turbiditas y radiolaritas del Eoceno.Esta unidad tiene un espesor de 4,5 kilómetros desde el fondo marino hasta la superficie.Está recubierta por una cuenca sinclinal denominada Fosa de Woodbourne, que incluye sedimentos pelágicos. Las formaciones de Nappe de la Formación Oceánica, procedentes de una cuenca de antepaís del Mioceno rellena de sedimentos pelágicos calcáreos y cenizas volcánicas, se sitúan sobre las dos unidades más antiguas. El lodo, rico en moléculas orgánicas, intruye todas estas unidades con diapiros, zarcillos ascendentes de lodo con un comportamiento similar al de los domos salinos.

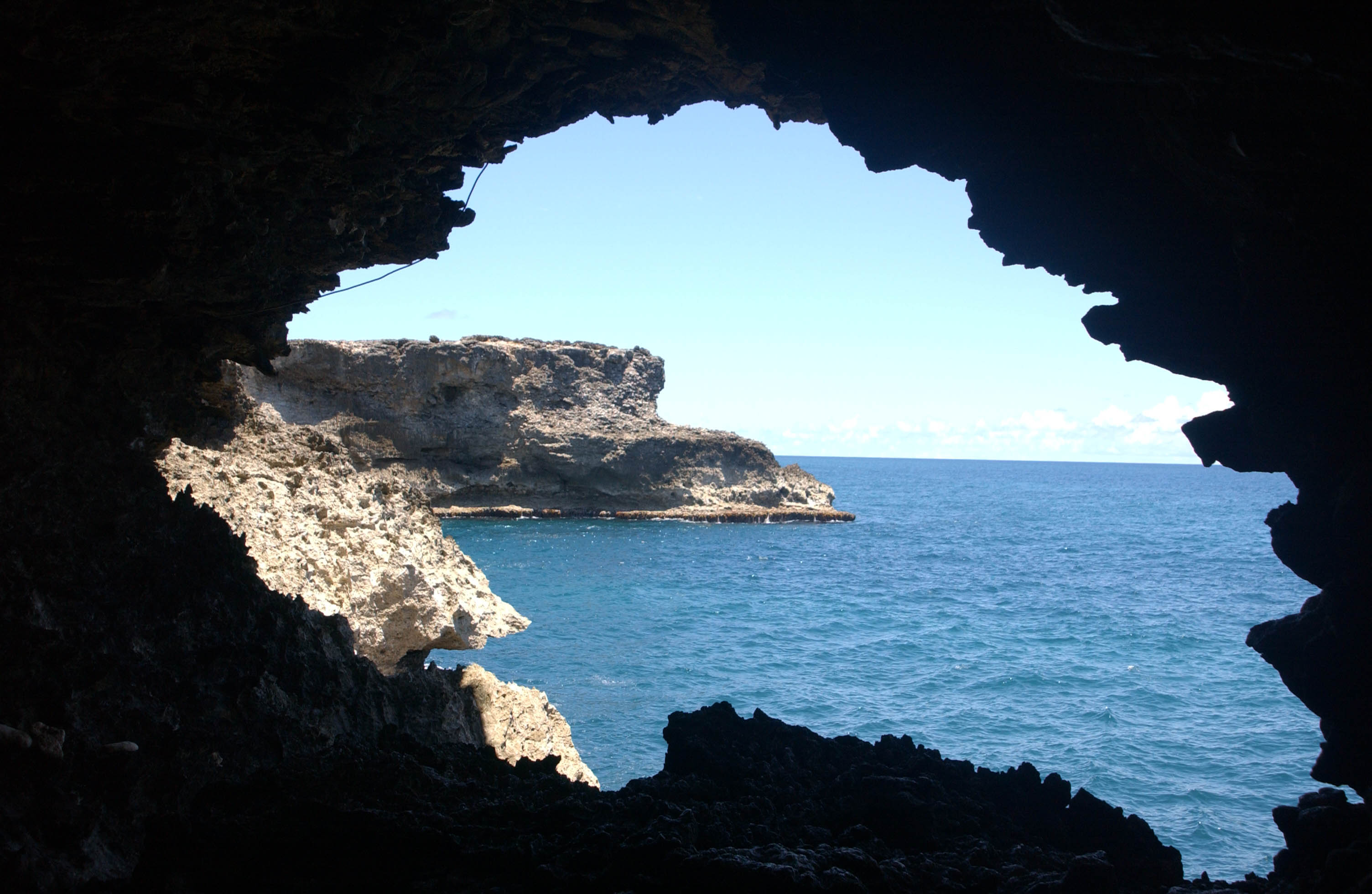
La Cueva Animal Flower

### Clima
En general, el país experimenta dos estaciones, una de las cuales incluye precipitaciones notablemente superiores. Conocida como "estación húmeda", va de junio a diciembre. En cambio, la "estación seca" va de diciembre a mayo. Las precipitaciones anuales oscilan entre 1.000 y 2.300 mm. De diciembre a mayo, las temperaturas medias oscilan entre 21 y 31 °C, y entre junio y noviembre, entre 23 y 31 °C.
En la escala de clasificación climática de Köppen, gran parte de Barbados se considera de clima tropical monzónico (Am). Sin embargo, las brisas de 12 a 16 km/h (7 a 10 mph) abundan durante todo el año y confieren a Barbados un clima moderadamente tropical.
Entre los riesgos naturales poco frecuentes figuran los terremotos, los corrimientos de tierra y los huracanes. Barbados se encuentra fuera del principal cinturón de huracanes del Atlántico y suele librarse de los peores efectos de las tormentas tropicales y los huracanes de la región durante la temporada de lluvias. Su ubicación en el sureste de la región caribeña sitúa al país justo fuera de la principal zona de impacto de huracanes. Por término medio, un gran huracán azota el país una vez cada 26 años. El último huracán que causó daños graves en Barbados fue Janet, en 1955; en 2010, la isla sufrió el paso del huracán Tomas, pero sólo causó daños menores en todo el país, ya que sólo alcanzó el nivel de tormenta tropical.

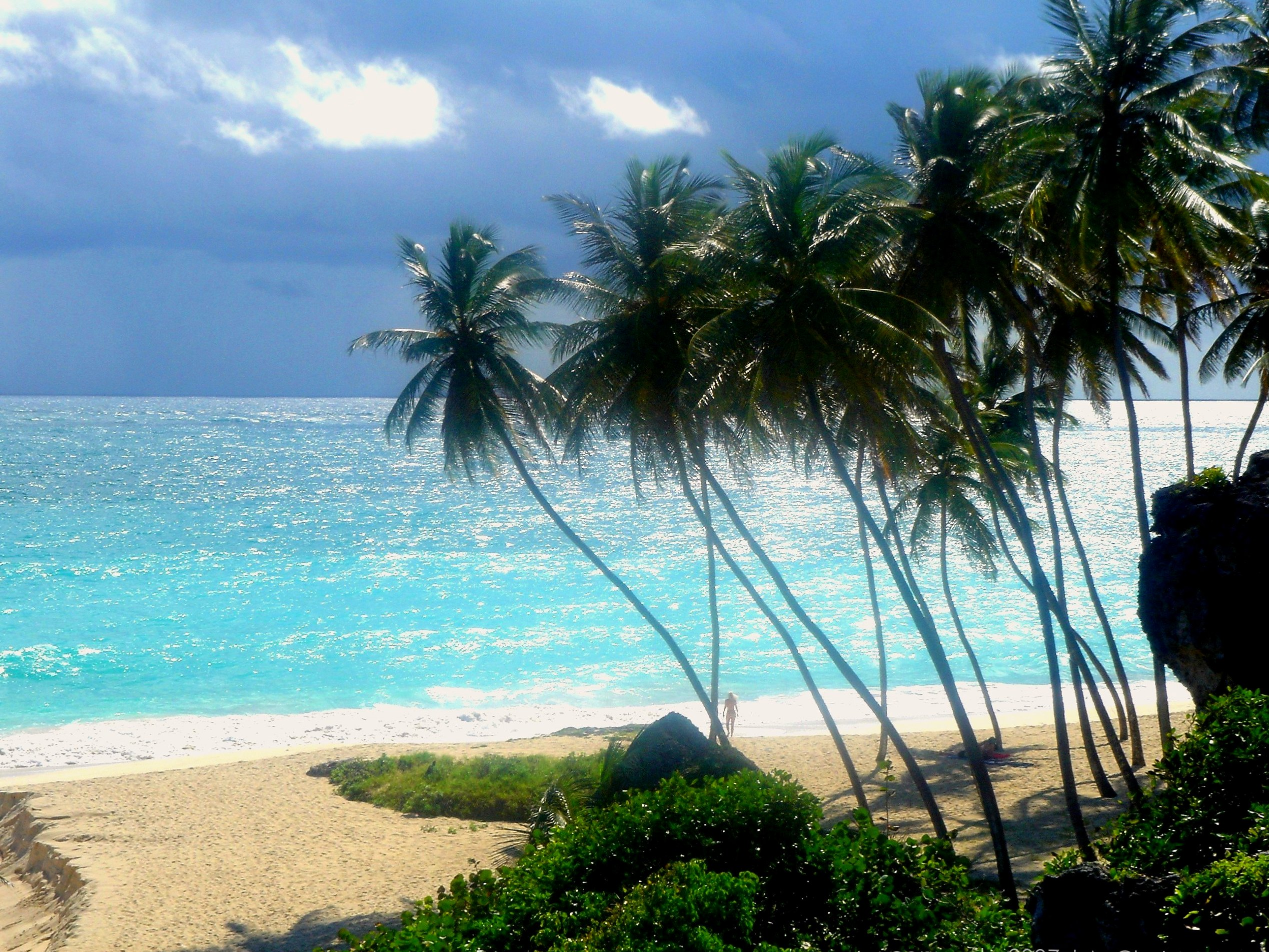
La Bahía Bottom, Barbados

El tiempo durante la estación seca suele incluir días cálidos, noches frescas y precipitaciones relativamente escasas.
La estación húmeda se caracteriza por una humedad elevada, vientos de baja velocidad y precipitaciones abundantes.Las temperaturas máximas se alcanzan en septiembre-octubre, y las más bajas en la estación seca. El clima de Barbados está muy influido por El Niño Oscilación del Sur (ENOS).El fenómeno de El Niño trae condiciones más cálidas y secas durante los meses de junio a agosto, mientras que La Niña trae condiciones más frías y húmedas a la región. Estos fenómenos han sido históricamente los principales determinantes de la gravedad de los fenómenos meteorológicos en el país.

### Cuestiones medioambientales
Barbados es susceptible a las presiones medioambientales. Al ser una de las islas más densamente pobladas del mundo, el Gobierno trabajó durante la década de 1990 para integrar de forma agresiva la creciente costa sur de la isla en la planta de tratamiento de aguas residuales de Bridgetown, con el fin de reducir la contaminación de los arrecifes de coral marinos. En la primera década del siglo XXI, se ha propuesto la construcción de una segunda planta de tratamiento a lo largo de la costa oeste de la isla. Al estar tan densamente poblada, Barbados ha hecho grandes esfuerzos para proteger sus acuíferos subterráneos.

El crucero Britannia expulsando humo en el puerto de Bridgetown

Al ser una isla de piedra caliza coralina, Barbados es muy permeable a la filtración de aguas superficiales a la tierra. El Gobierno ha hecho gran hincapié en la protección de las zonas de captación que desembocan directamente en la enorme red de acuíferos y arroyos subterráneos. En ocasiones, ocupantes ilegales han invadido estas zonas, y el Gobierno ha desalojado a los ocupantes para preservar la limpieza de los manantiales subterráneos que suministran el agua potable de la isla.
El gobierno ha puesto un gran énfasis en mantener Barbados limpio con el objetivo de proteger el medio ambiente y preservar los arrecifes de coral que rodean la isla[85]. Muchas iniciativas para mitigar la presión humana sobre las regiones costeras de Barbados y los mares proceden de la Unidad de Gestión de la Zona Costera (CZMU). Barbados tiene casi 90 kilómetros (56 millas) de arrecifes de coral en alta mar y se han establecido dos parques marinos protegidos frente a la costa oeste. La sobrepesca es otra amenaza a la que se enfrenta Barbados.

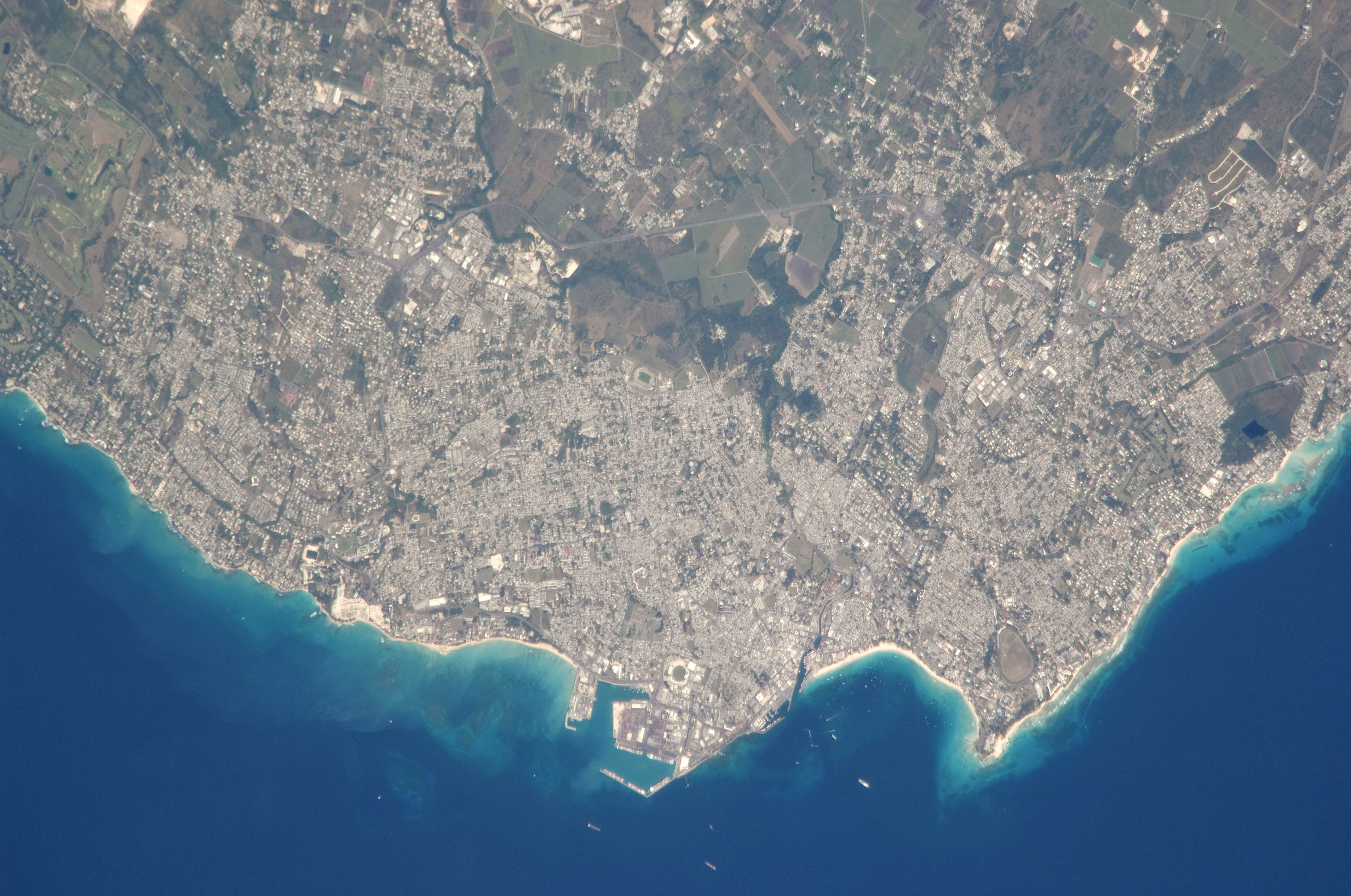
Bridgetown en Barbados tiene una densidad de población de 2750 habitantes por km²:

Aunque se encuentra en la orilla opuesta del Atlántico y a unos 4.800 kilómetros (3.000 millas) al oeste de África, Barbados es uno de los muchos lugares del continente americano que experimentan niveles elevados de polvo mineral procedente del desierto del Sáhara. Algunos episodios de polvo especialmente intensos se han atribuido en parte a los efectos sobre la salud de los arrecifes de coral que rodean Barbados o a episodios asmáticos, pero las pruebas no han respaldado totalmente la primera afirmación.
El acceso a la biocapacidad en Barbados es muy inferior a la media mundial. En 2016, Barbados tenía 0,17 hectáreas globales de biocapacidad por persona en su territorio, mucho menos que la media mundial de 1,6 hectáreas globales por persona. En 2016, Barbados utilizó 0,84 hectáreas globales de biocapacidad por persona, su huella ecológica de consumo. Esto significa que utilizan aproximadamente cinco veces más biocapacidad de la que contiene Barbados. Como resultado, Barbados tiene un déficit de biocapacidad.

## Economía
Aunque la economía tradicional barbadense se basaba en la producción de azúcar, principal materia de exportación, con la explosión del turismo se produjo una reorientación de la actividad. Ahora mantiene un sistema muy dependiente de Estados Unidos y Europa, que son los lugares de procedencia de la mayoría de los turistas, lo que debilita su economía en los períodos de contención en los países de origen. A pesar de ello, Barbados se sitúa como el tercer país más desarrollado del hemisferio americano[cita requerida]. En la actualidad, ha diversificado parcialmente su economía con algo de industria ligera. Es asimismo sede de importantes empresas, sobre todo financieras, dado el alto nivel de protección del secreto bancario que ofrece y los bajos impuestos que soportan.

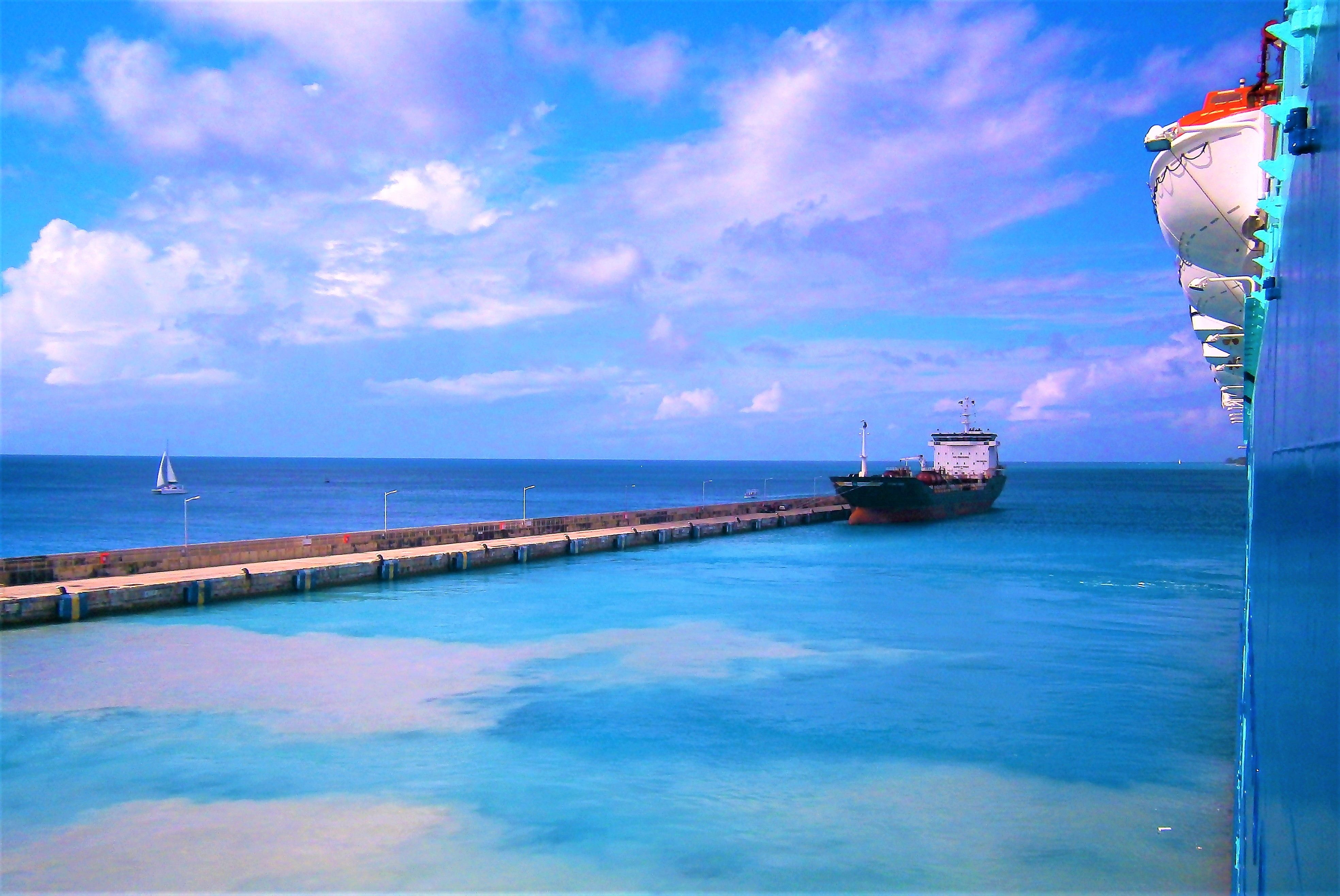
Puerto de Bridgetown.

### Turismo
La isla de Barbados tiene un único aeropuerto importante, el Aeropuerto Internacional Grantley Adams (GAIA), cuyo identificativo IATA es BGI. Este aeropuerto recibe diariamente vuelos de varias importantes compañías de todos los puntos del mundo, así como vuelos regionales y chárters. Es el centro más importante de transporte aéreo del Caribe oriental.
La isla está bien desarrollada, dispone de buenos hoteles, apartamentos de tiempo compartido, etc. Las costas sur y oeste de Barbados son muy populares por la claridad de sus aguas y el color blanco y rosado de las arenas de sus playas. A lo largo de la costa este, bañada por el océano Atlántico, existen lugares propicios para la práctica del surf.

Las zonas comerciales son otro de los atractivos de Barbados, con una amplia variedad de comercios libres de impuestos. Existe la posibilidad de salir de noche en la mayoría de las zonas turísticas como en Saint Lawrence Gap. Otras atracciones incluyen reservas de vida salvaje, joyerías, pesca submarina, paseos en helicóptero, golf, festivales, excursionismo, exploración de cavernas, etc.

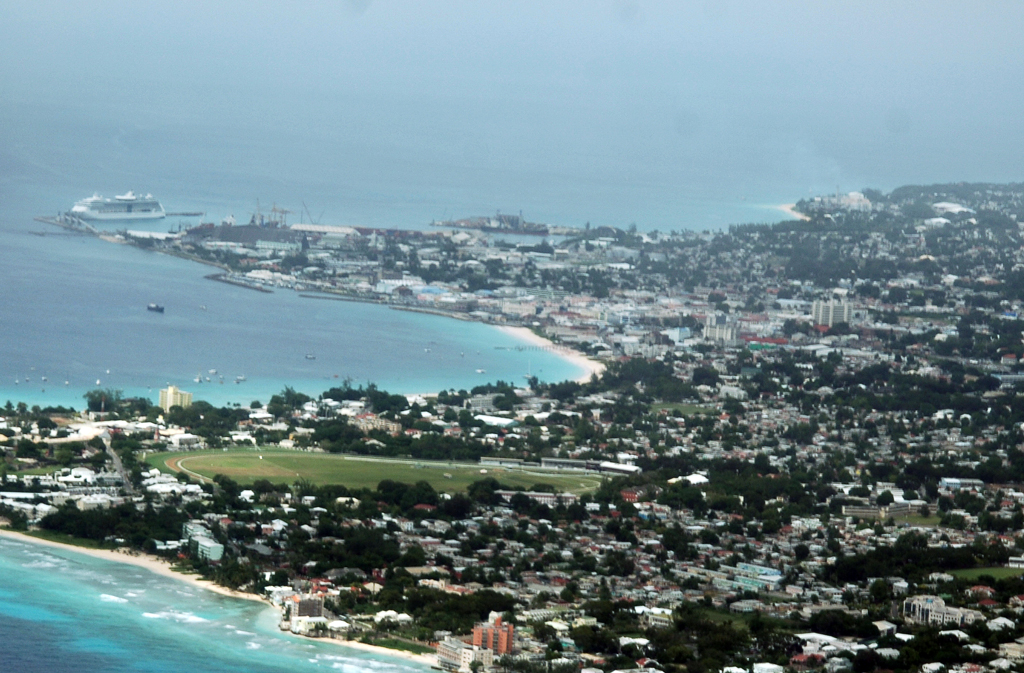
Suburbios y puerto de Bridgetown.

### Atracciones, edificios importantes y lugares de interés
| - Parroquia de Christ Church Casa del Rey Miguel Prieto - Graeme Hall Swamp - Parroquia de St. Andrew - Cheery Tree Hill - Morgan Lewis Windmill | - Parroquia de St. James - Parque Marino Folkestone - Parroquia de St. Joseph - Jardines Andrómeda - Flower Forest - Hackleton's Cliff - Bridgetown - Sinagoga Nidhe Israel | - Parroquia de St. Lucy - Animal Flower Cave - Destilerías de Ron Mount Gay - Parroquia de St. Michael - Sinagoga y Cementerio de Bridgetown - Estatua de la Emancipación de Bussa - Kensington Oval - Casa natal de Rihanna - Museo Histórico de Barbados - Garrison Savanna | - Parroquia de St. Peter - Reserva Salvaje de Barbados - Parque nacional de Farley Hill - Parroquia de St. Philip - Plantación Sunbury - Parroquia de St. Thomas - Harrison's Cave - Iglesia Sharon Moravian - Parroquia de St. George - Gun Hill |

### Ciencia, tecnología e innovación
Según el Índice mundial de innovación, a cargo de la Organización Mundial de la Propiedad Intelectual, en 2024, Barbados se ubicó en lugar 77 en innovación entre 133 países del mundo.

## Demografía

Crecimiento de la población desde 1961 (en miles de habitantes)

Barbados cuenta con una población de 288 725 (2013), de ellos el 93 % son negros y mulatos, el 3,2 % son blancos y el restante 3,8 % está compuesto por otros grupos étnicos como asiáticos y mestizos. El idioma oficial es el inglés. La esperanza de vida es de 73 años. El promedio de hijos por mujer es de 1,65. La tasa de crecimiento poblacional es del 0,36 % anual. El 99,7 % de la población está alfabetizada. La densidad demográfica es de alrededor de 642 hab./km², siendo por lo tanto una de las mayores de los países soberanos del mundo y la mayor del continente americano.
La mayor parte de los habitantes son cristianos de diferentes denominaciones protestantes (sobre todo de la iglesia anglicana), y existen minorías de católicos, hindúes y musulmanes.

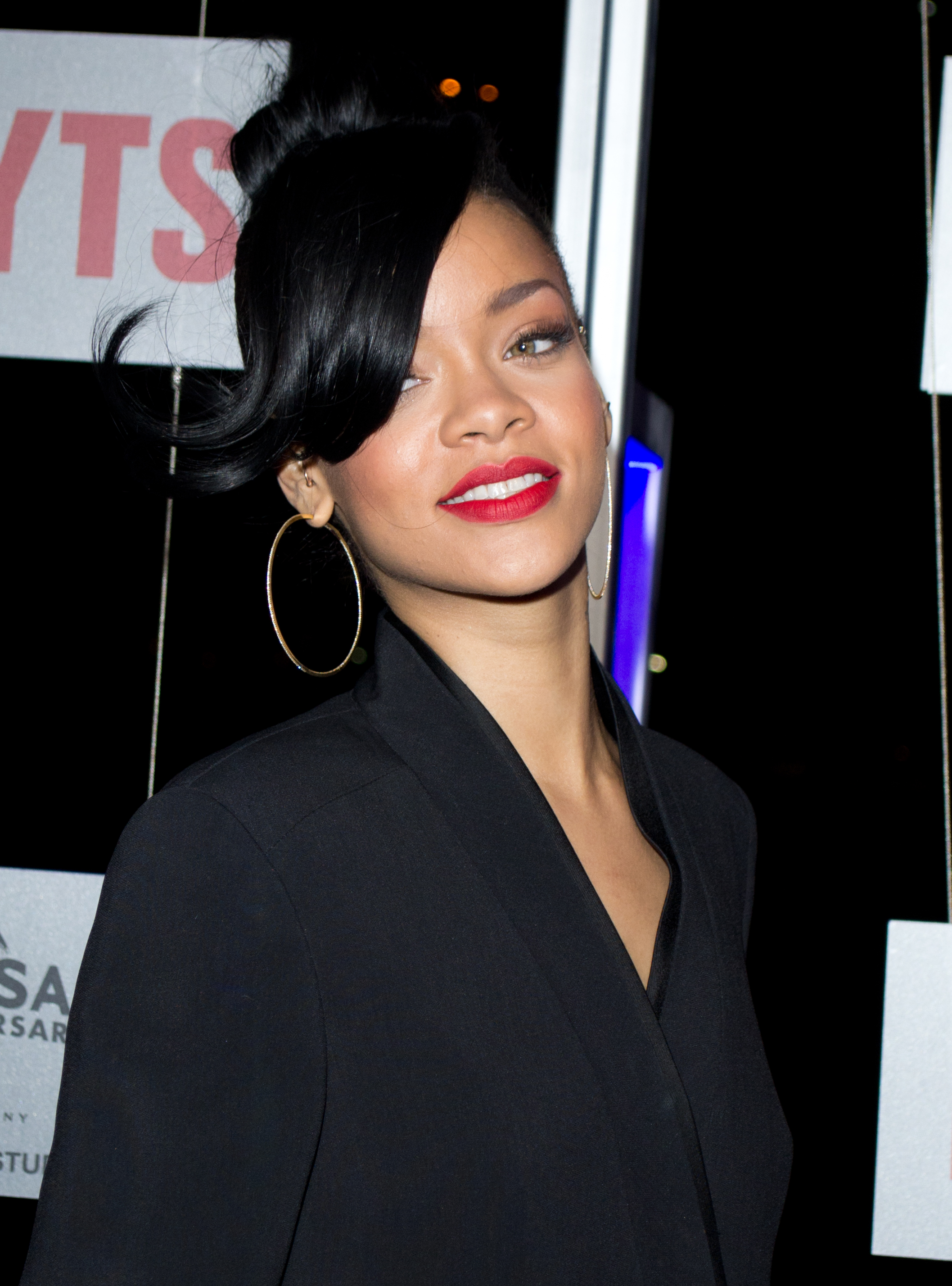
La cantante Rihanna nació en Saint Michael (Barbados)

### Etnografía
Cerca del 90% de todos los barbadenses (también conocidos coloquialmente como "bajan") son de ascendencia afrocaribeña ("afrobajanos") y mixta. El resto de la población incluye grupos de europeos ("anglobahianos" / "eurobahianos") procedentes principalmente del Reino Unido, Irlanda, Alemania e Italia. Otros grupos europeos son los franceses, austriacos, españoles y rusos. Los asiáticos, predominantemente chinos de Hong Kong e India (tanto hindúes como musulmanes), representan menos del 1% de la población. Otros grupos presentes en Barbados son los procedentes de Estados Unidos y Canadá. A los barbadenses que regresan tras años de residencia en Estados Unidos y a los niños nacidos allí de padres bajanos se les llama "yanquis bajanos", término considerado despectivo por algunos. En general, los bajanos reconocen y aceptan a todos los "hijos de la isla" como bajanos, y se refieren a ellos como tales.
Las comunidades más grandes fuera de la comunidad afrocaribeña son:
Los indoguayaneses, una parte importante de la economía debido al aumento de inmigrantes del país socio, Guyana. Existen informes de una creciente diáspora de indobajanes originarios de Guyana e India a partir de 1990 aproximadamente. Los barbadenses musulmanes de origen indio son en su mayoría de ascendencia gujarati. Muchas pequeñas empresas de Barbados están dirigidas por musulmanes indios.
Los eurobajanes (5% de la población) se establecieron en Barbados en el siglo XVII, procedentes de Inglaterra, Irlanda, Portugal y Escocia. En 1643 había 37.200 blancos en Barbados (86% de la población). Más comúnmente se les conoce como "Bajans blancos". 

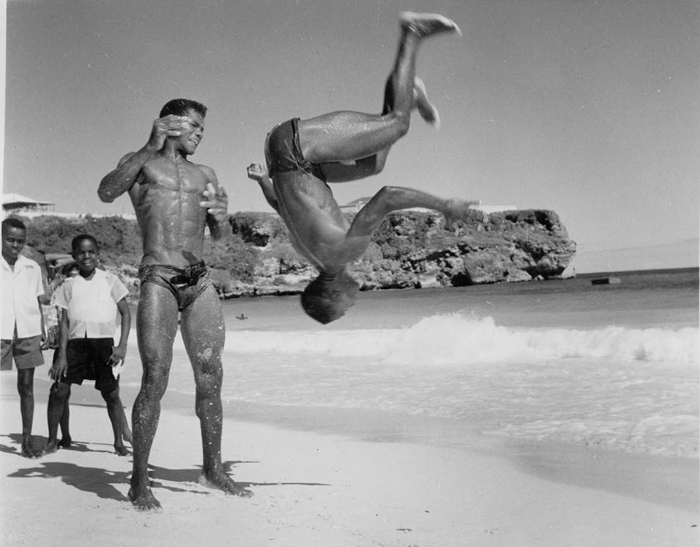
Jóvenes barbadenses practican ejercicios físicos y acrobacias en la playa de Foul Bay, en la costa sureste de Barbados (1955)

Los eurobajanes introdujeron la música folclórica, como la irlandesa y la de las Highlands, y ciertos topónimos, como "Scotland District", una región montañosa en la parroquia de St. Andrew. Entre los barbadenses blancos existe una subclase conocida como Redlegs, formada por los seguidores del duque de Monmouth tras su derrota en la batalla de Sedgemoor, así como por los descendientes de los trabajadores irlandeses contratados y los prisioneros importados a la isla. Muchos se convirtieron además en los primeros colonos de las actuales Carolina del Norte y del Sur, en Estados Unidos. En la actualidad, los Redleg son sólo unos 400.
Los barbadenses de origen chino constituyen una pequeña parte de la población asiática de Barbados. La comida y la cultura chinas se están convirtiendo en parte de la cultura cotidiana de Barbados.
Libaneses y sirios forman la comunidad árabe barbadense de la isla.
Los judíos llegaron a Barbados justo después de los primeros colonos, en 1627. Bridgetown alberga la sinagoga Nidhe Israel, una de las más antiguas del continente americano, que data de 1654, aunque la estructura actual se erigió en 1833, en sustitución de otra que quedó en ruinas tras el huracán de 1831. Las lápidas del cementerio vecino datan de la década de 1630. En la actualidad está bajo el cuidado del Barbados National Trust y fue abandonado en 1929, pero la comunidad judía lo salvó y restauró a partir de 1986.
En el siglo XVII, los romaníes fueron enviados desde el Reino Unido para trabajar como esclavos en las plantaciones de Barbados.

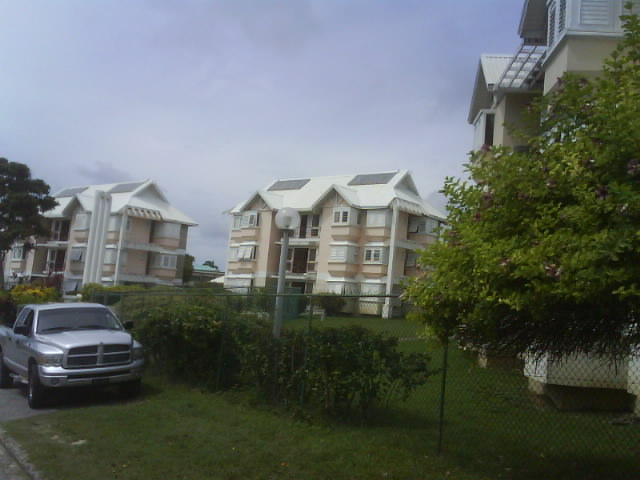
Residencias estudiantiles de la Universidad de las Indias Occidentales (University of the West Indies) en Barbados

### Educación
La tasa de alfabetización de Barbados se aproxima al 100% El sistema educativo público de Barbados sigue el modelo británico. El gobierno de Barbados gasta el 6,7% de su PIB en educación (2008).
Todos los jóvenes del país deben asistir a la escuela hasta los 16 años. Barbados cuenta con más de 70 centros de primaria y más de 20 de secundaria repartidos por toda la isla. Hay varios colegios privados, incluidos los que ofrecen educación Montessori y Bachillerato Internacional. El número de alumnos matriculados en estas escuelas representa menos del 5% de la matrícula total de las escuelas públicas.
El Barbados Community College, el Samuel Jackman Prescod Institute of Technology, el Codrington College, el campus de Cave Hill y el Open Campus de la Universidad de las Indias Occidentales imparten enseñanza superior. Barbados también es sede de varias facultades de medicina extranjeras, como la Facultad de Medicina de la Universidad de Ross y la Facultad de Medicina de la Universidad Americana de Ciencias Integrativas.

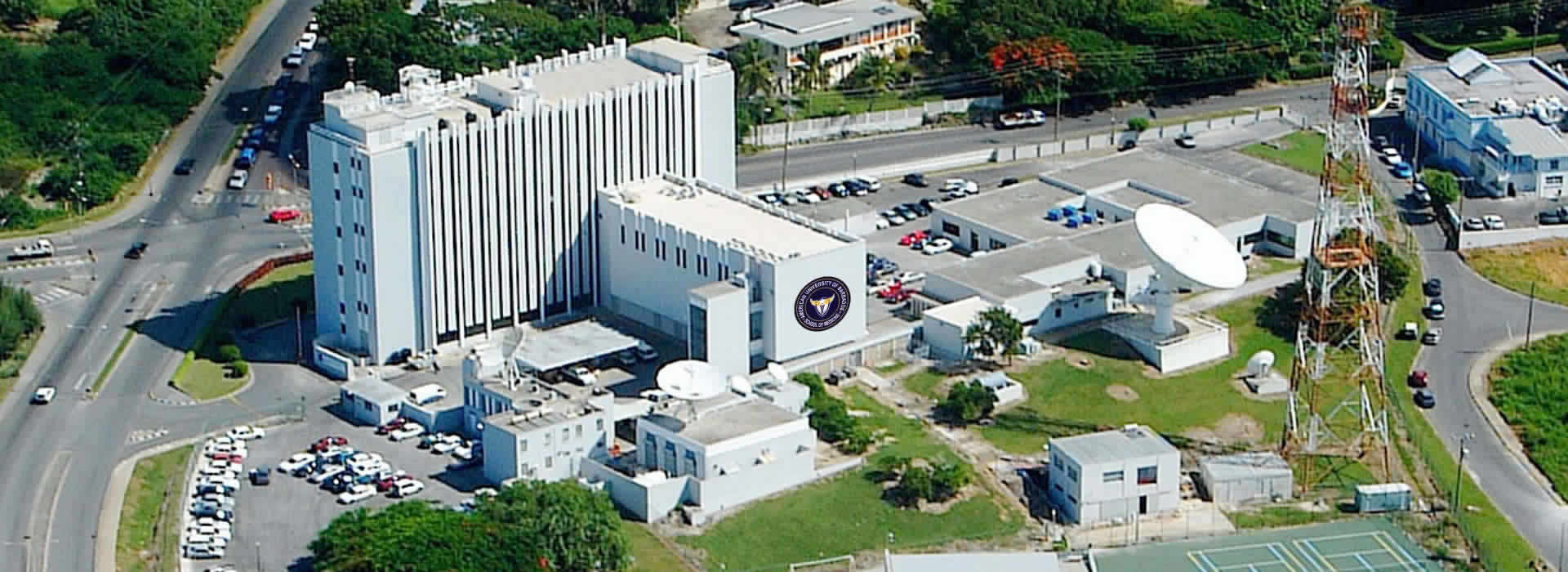
Edificio de la Universidad Estadounidense en Barbados

Examen de acceso a la enseñanza secundaria en Barbados: Los niños que tengan 11 años el 1 de septiembre del año del examen deben realizarlo para acceder a la enseñanza secundaria.
Los exámenes del Certificado de educación secundaria del Caribe (CSEC) suelen realizarlos los alumnos después de cinco años de educación secundaria y marcan el final de la educación secundaria estándar. Los exámenes CSEC son equivalentes a los exámenes de nivel ordinario (O-Levels) y están dirigidos a estudiantes a partir de 16 años.
Los exámenes CAPE (Caribbean Advanced Proficiency Examinations) los realizan los alumnos que han finalizado la educación secundaria y desean continuar sus estudios. Los alumnos que se presentan al CAPE suelen poseer el CSEC o una certificación equivalente. El CAPE es equivalente a los Advanced Levels (A-Levels) británicos, títulos voluntarios que sirven para acceder a la universidad.

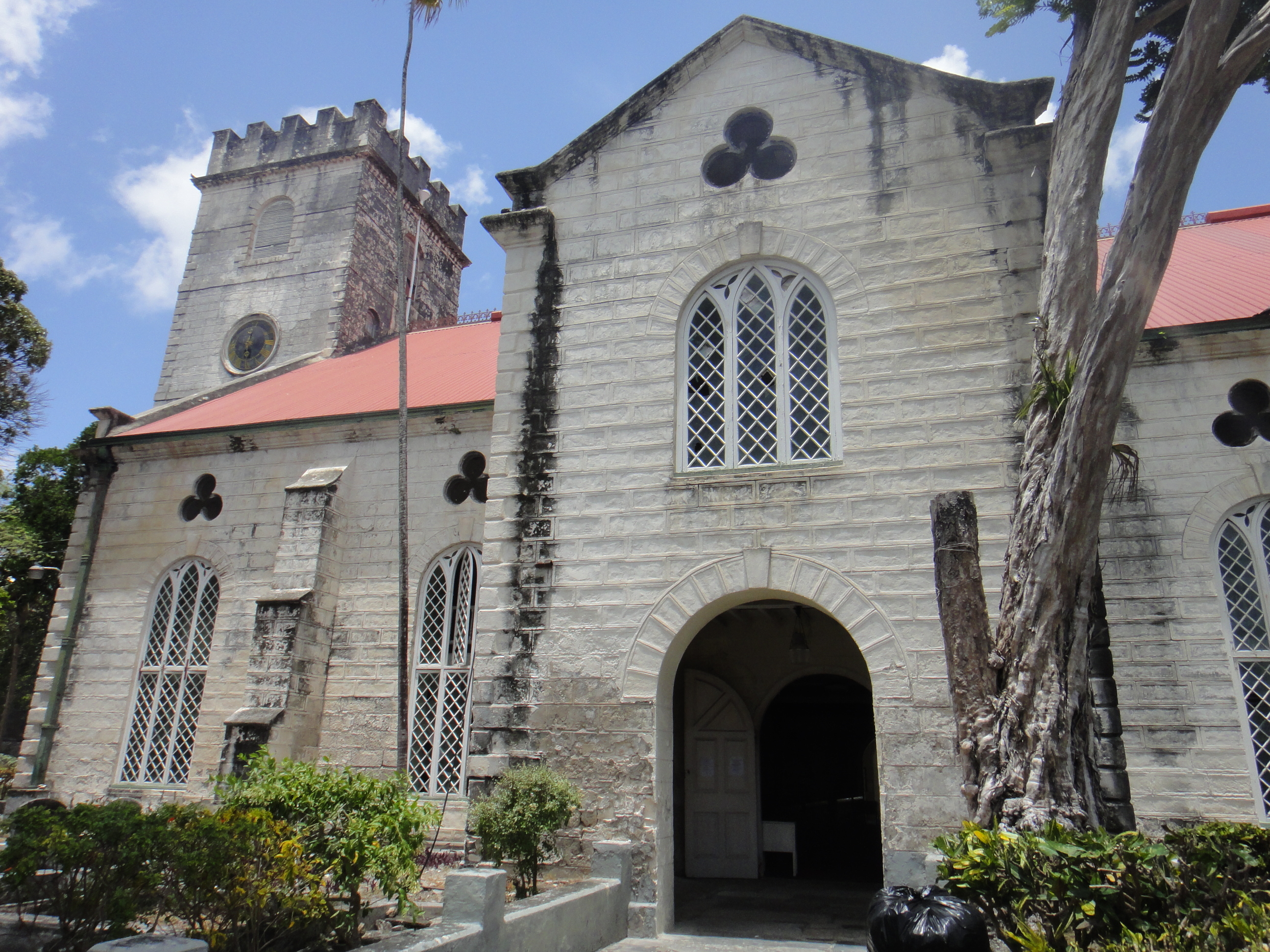
La Catedral anglicana de San Miguel y Todos los Ángeles en Bridgetown

### Religión
El cristianismo es la religión más extendida en Barbados, siendo la mayor confesión los cristianos anglicanaos (23,9 % de la población en 2019). Otras confesiones cristianas con un seguimiento significativo en Barbados son la Iglesia católica (administrada por la diócesis católica romana de Bridgetown), los pentecostales (19,5 %), los testigos de Jehová, la Iglesia adventista del séptimo día y los bautistas espirituales. La Iglesia de Inglaterra fue la religión oficial del Estado hasta su desestablecimiento legal por el Parlamento de Barbados tras la independencia. A partir de 2019, el 21% de los barbadenses informan no tener religión, lo que hace que los no religiosos sean el segundo grupo más grande después de los anglicanos. Las religiones más pequeñas en Barbados incluyen el hinduismo, el islam, la Fe Baháʼí, y el judaísmo.

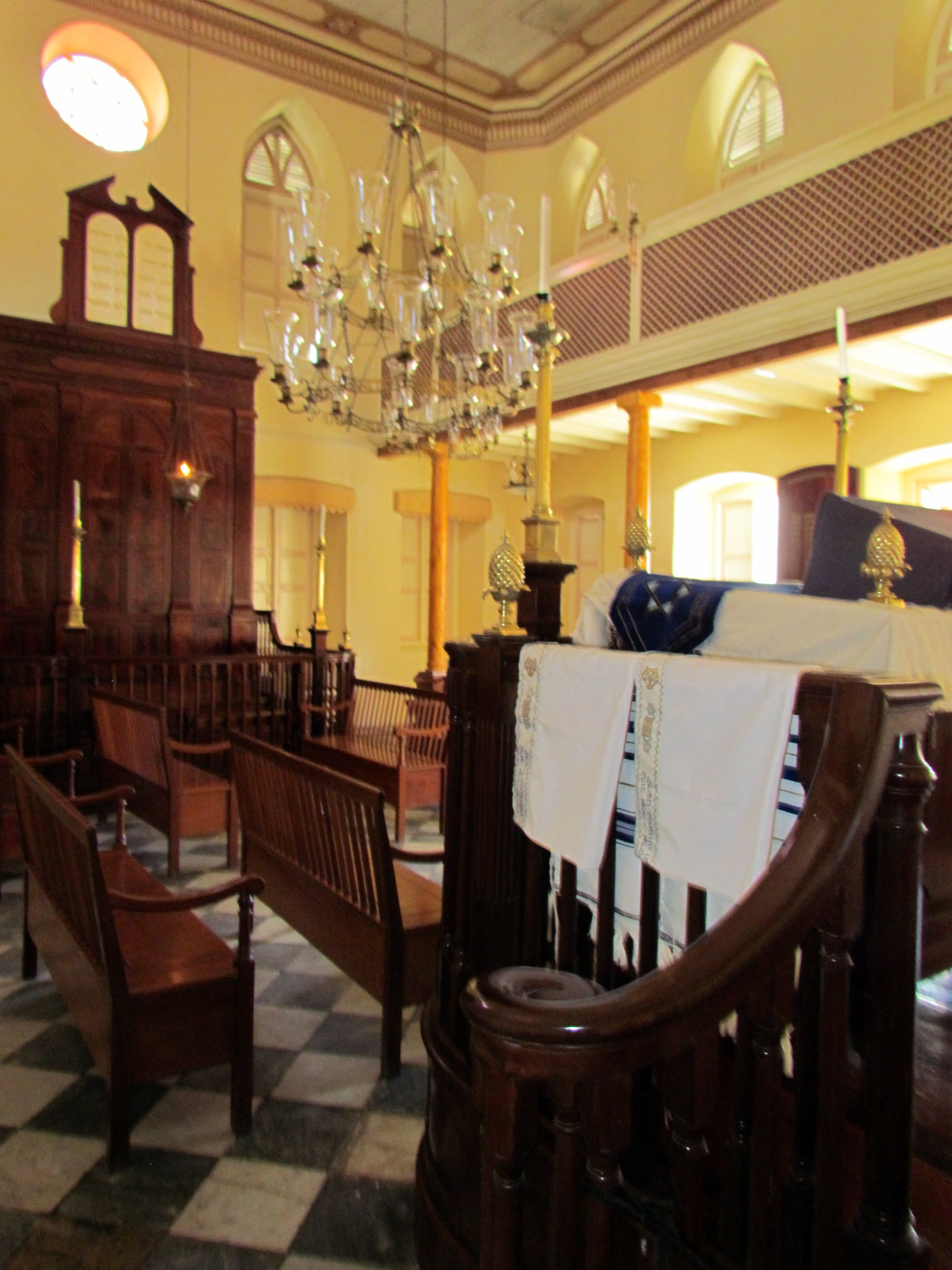
La Sinagoga Nidhe Israel

El Estado se considera laico, garantizando la libertad de religión o creencia a todos y presentando sólo alusiones simbólicas a un poder superior en el preámbulo de la Constitución.
La anglicana es la confesión más popular en Barbados. Como consecuencia directa de los primeros colonos, cada parroquia de Barbados tiene una iglesia parroquial anglicana. Todas las iglesias son cuidadosamente decoradas, y muchas ofrecen las mejores vistas panorámicas de la isla.
Los esclavizados también trajeron consigo sus religiones, aunque, finalmente, sus amos les obligaron a practicar el cristianismo . Muchas otras religiones se han trasladado y han crecido en la pequeña isla. Los lugares de culto de estas religiones varían desde salas de reuniones, grandes iglesias de piedra caliza, hasta casas señoriales y entornos naturales como playas.
La Iglesia Católica Romana está presente en Barbados desde 1839 aunque los primeros católicos fueron los exploradores españoles varios siglos antes,. A principios y mediados del siglo XX, la Iglesia Católica se vio reforzada por la inmigración procedente de Guyana, Dominica, Santa Lucía y los cristianos sirios y libaneses de Trinidad. Su expansión se debe al crecimiento natural y a un pequeño número de conversos.
Las familias bajanesas siguen siendo religiosas, y la mayoría se reúne una vez a la semana para rezar, generalmente durante una comida compartida.
En Barbados se observan y celebran estrictamente las fiestas e hitos religiosos. Por ello, independientemente de la fe, la mayoría de los negocios cierran los domingos, ya que se considera un día de oración, descanso y relajación familiar.
Por lo general, los comercios funcionan de 9 a 17 horas, de lunes a viernes, y Bridgetown sigue siendo un hervidero de actividad los sábados.
El país se convirtió en república en 2021. La Constitución establece la libertad religiosa, incluida la libertad de las personas a cambiar de religión, y la prohibición de la discriminación por credo. No se aplica una ley que penaliza la "difamación blasfema".
El gobierno exige a los grupos religiosos que se registren sólo para obtener privilegios de importación libres de impuestos y ventajas fiscales. Una agrupación religiosa debe presentar los formularios aduaneros y fiscales pertinentes en la Oficina de Asuntos Corporativos y Propiedad Intelectual, junto con una resolución aprobada por la mayoría de su consejo de administración que autorice expresamente la solicitud, además de la correspondiente declaración estatutaria de la agrupación.

## Transporte

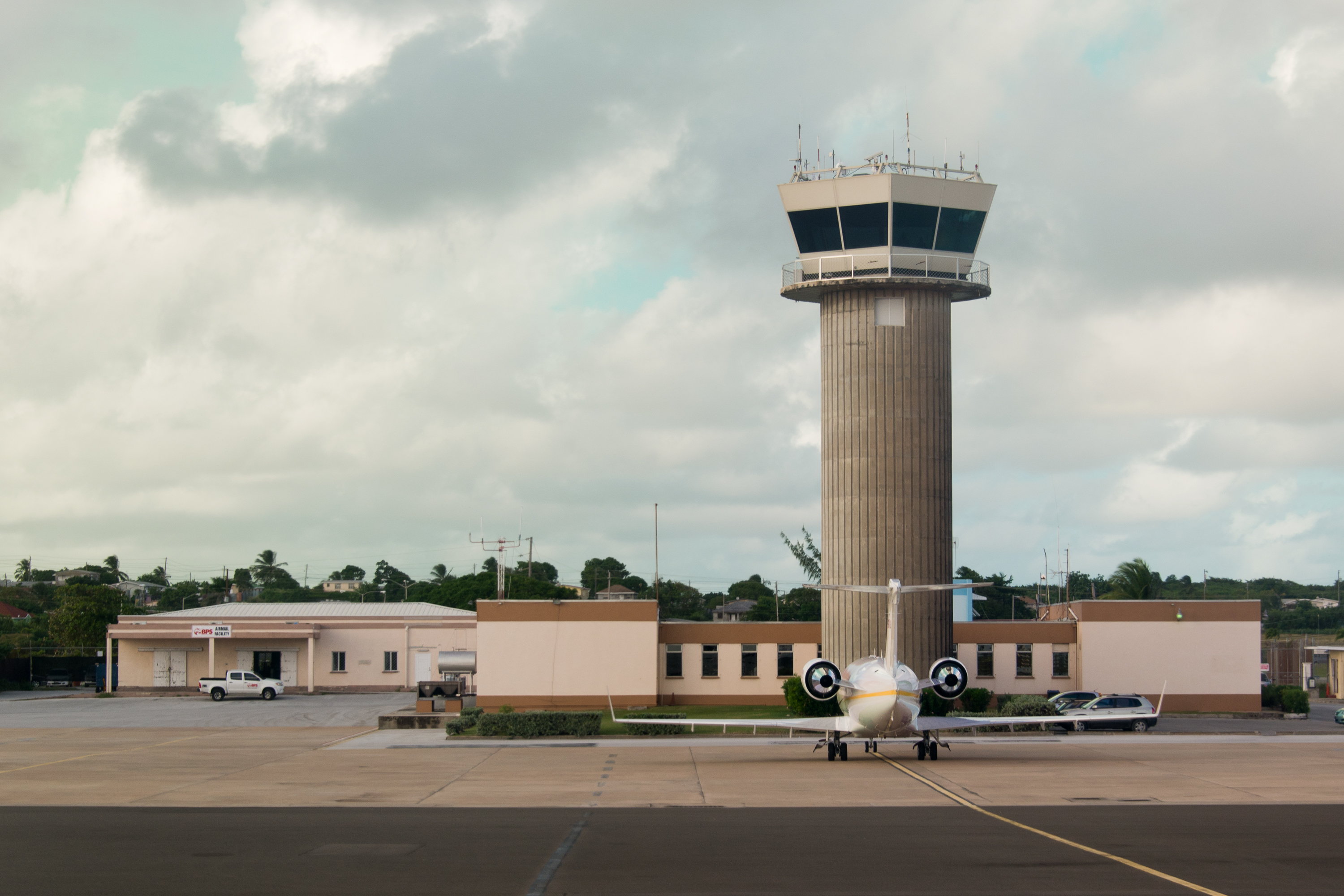
Torre del Aeropuerto Internacional Grantley Adams

Aunque Barbados tiene unos 34 km de ancho en su punto más ancho, un viaje en coche desde Six Cross Roads, en St. Philip (sureste), hasta North Point, en St. Lucy (centro-norte), puede durar una hora y media o más debido al tráfico. Barbados tiene la mitad de coches matriculados que de ciudadanos. En Barbados se conduce por la izquierda.
Barbados es conocida por sus numerosas rotondas. Una de las rotondas más famosas es la situada al este de Bridgetown, donde se encuentra una estatua de la emancipación comúnmente asociada a un esclavo llamado Bussa.
El transporte en la isla es relativamente cómodo, con "taxis de ruta" llamados "ZRs" (pronunciado "Zed-Rs") que viajan a la mayoría de los puntos de la isla. Estos pequeños autobuses pueden estar abarrotados, ya que no se suele rechazar a ningún pasajero independientemente de su número. Suelen tomar las rutas más pintorescas hacia los destinos. Suelen partir de la capital, Bridgetown, o de Speightstown, en el norte de la isla.

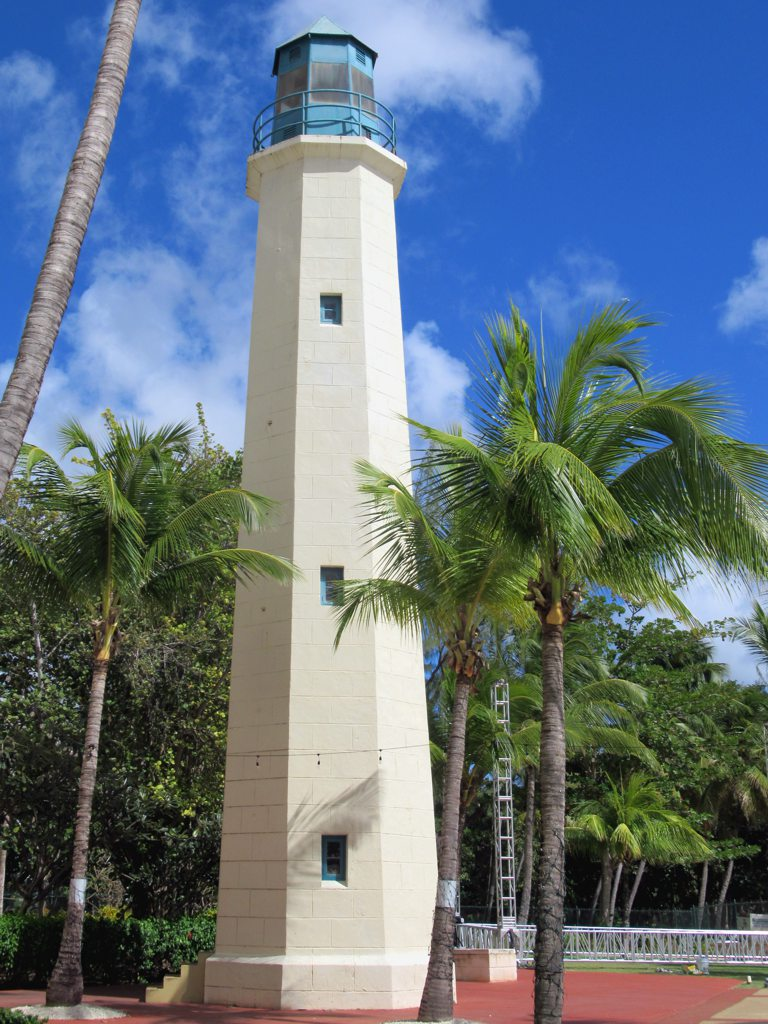
El Faro de Needhams Point

Incluyendo los ZR, hay tres sistemas de autobuses que funcionan los siete días de la semana (aunque con menor frecuencia los domingos). Hay ZR, minibuses amarillos y autobuses azules de la Junta de Transporte. Un viaje en cualquiera de ellos cuesta 3,5 dólares de Barbados. Los autobuses más pequeños de los dos sistemas de propiedad privada ("ZRs" y "minibuses") pueden dar cambio; los autobuses azules más grandes del sistema de la Junta de Transporte de Barbados, gestionado por el gobierno, no pueden, pero dan recibos. Los autobuses de la Junta de Transportes de Barbados siguen rutas regulares y horarios programados por todo el país. Los escolares en uniforme escolar, incluidos los de algunas escuelas secundarias, viajan gratis en los autobuses del gobierno y por 2,5 Bds$ en los ZR. 
La mayoría de las rutas requieren una conexión en Bridgetown. La sede del Barbados Transport Board se encuentra en Kay's House, Roebuck Street, St. Michael, y las cocheras y terminales de autobuses están situadas en la terminal de autobuses de Fairchild Street, en Fairchild Street, y en la terminal de autobuses de Princess Alice (que antes era la terminal de autobuses de Lower Green, en Jubilee Gardens, Bridgetown, St. Michael) en Princess Alice Highway, Bridgetown, St. Michael; la terminal de autobuses de Speightstown en Speightstown, St. Peter; la terminal de autobuses de Oistins en Oistins, Christ Church; y la terminal de autobuses de Mangrove en Mangrove, St. Philip. En julio de 2020, la Junta de Transporte de Barbados recibió 33 autobuses eléctricos BYD que se obtuvieron no solo para sumarse a la envejecida flota de autobuses diésel, sino también para ayudar al Gobierno en su objetivo de eliminar el uso de combustibles fósiles para 2030.
Algunos hoteles también ponen a disposición de los visitantes lanzaderas a puntos de interés de la isla desde el exterior del vestíbulo del hotel. En Barbados hay varias agencias de alquiler de vehículos de propiedad y gestión local, pero no hay empresas multinacionales.

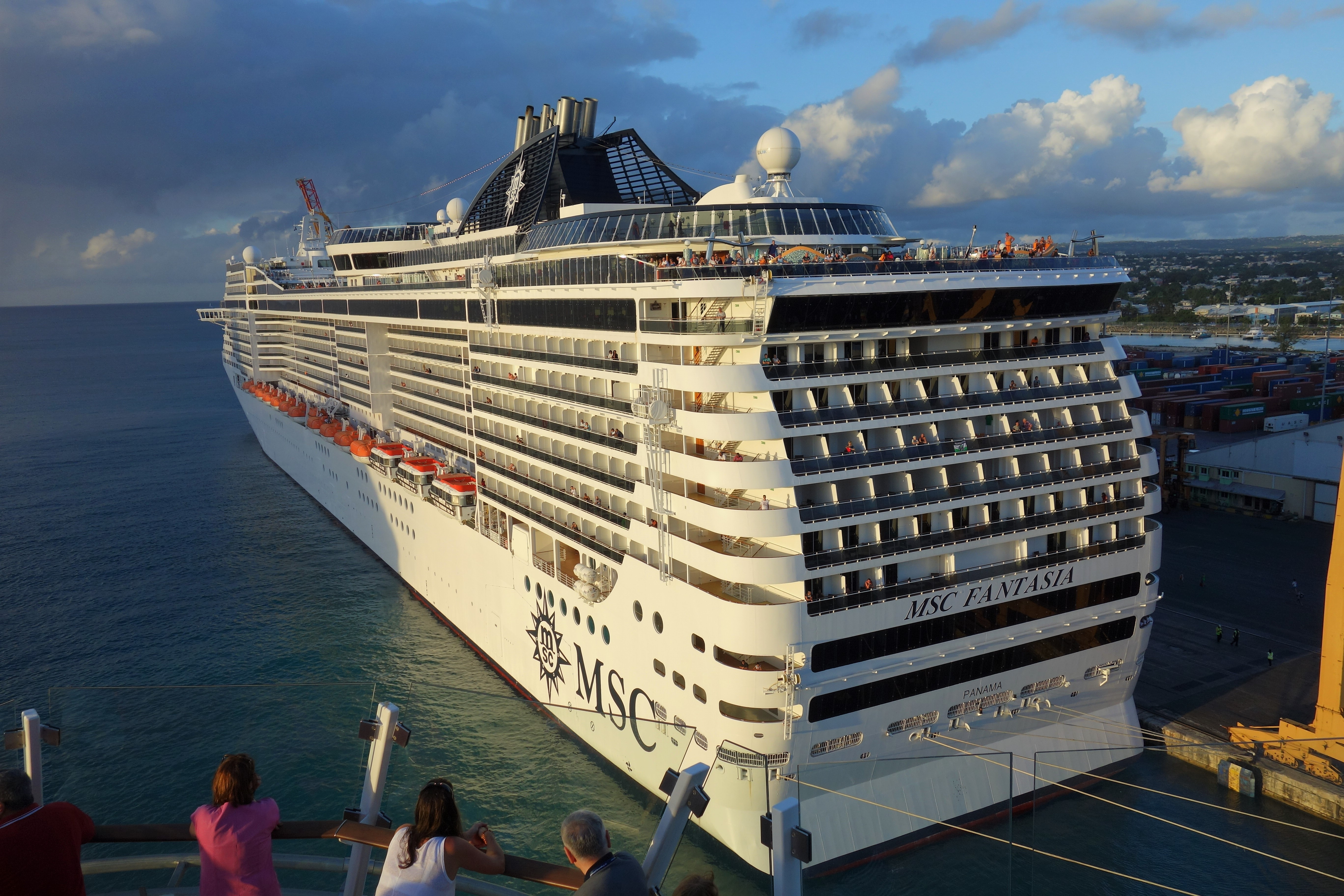
El Crucero MSC Fantasia en el Puerto turístico de Bridgetown

El único aeropuerto de la isla es el Aeropuerto Internacional Grantley Adams. Recibe vuelos diarios de varias aerolíneas importantes procedentes de todo el mundo, así como de varias aerolíneas comerciales regionales más pequeñas y vuelos chárter. El aeropuerto es el principal centro de transporte aéreo del Caribe oriental. En la primera década del siglo XXI se sometió a una modernización y ampliación de 100 millones de dólares en febrero de 2003 hasta su finalización en agosto de 2005.
La isla también cuenta con un puerto marítimo que es la principal escala para el tráfico comercial de contenedores y cruceros.
También existía un servicio de lanzadera de helicópteros, que ofrecía servicios de aerotaxi a varios puntos de la isla, principalmente en el cinturón turístico de la costa oeste. El tráfico aéreo y marítimo estaba regulado por la Autoridad Portuaria de Barbados.

## Cultura

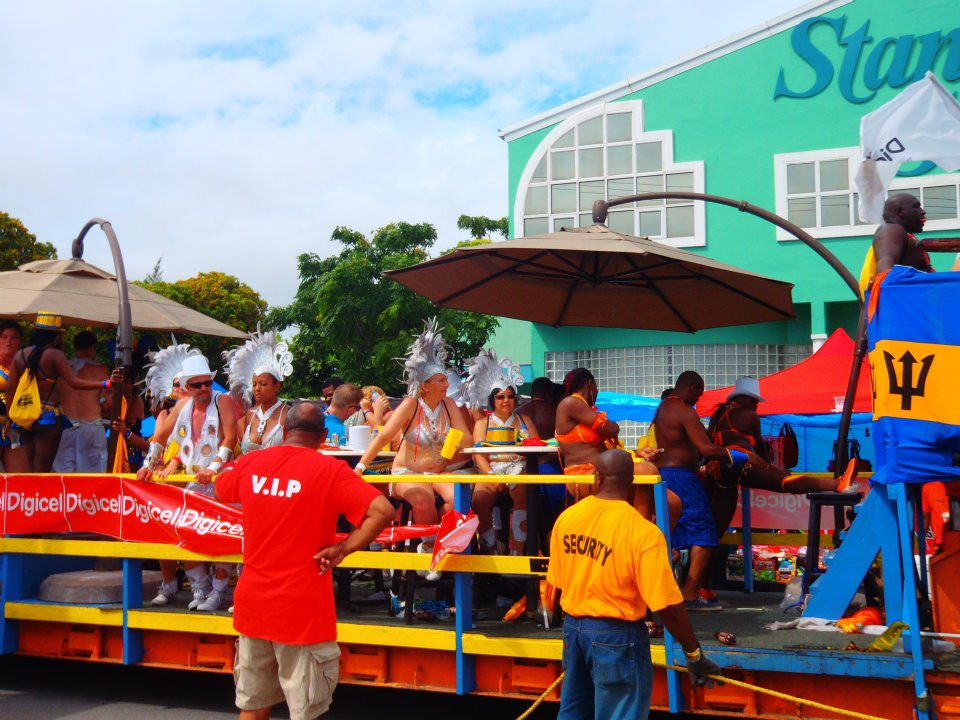
Festival en Barbados

La influencia británica es más evidente en Barbados que en el resto de islas del Caribe. Un buen ejemplo de ello es que el deporte nacional es el críquet, habiendo dado la isla jugadores de renombre en este deporte como Garfield Sobers y Frank Worrell.
Sus habitantes se refieren a ellos mismos como Bajans. Este término parece provenir de una mala pronunciación del gentilicio en inglés Barbadian como Bar-bajan, quedándose finalmente en Bajan.
Existen dos festividades de interés cultural y turístico que se celebran en la isla como son: el Congaline Festival y el Crop Over Festival. Como ocurre en otros países del Caribe y de Latinoamérica el carnaval es una celebración muy importante del calendario. El Congaline Festival tiene lugar durante la última semana de marzo y es el menos relevante de los dos. El Crop Over Festival incluye competiciones musicales, actividades tradicionales y suele celebrarse desde el principio de julio hasta la primera semana de agosto terminando con un gran desfile.
La personalidad barbadense más destacada a nivel internacional es la cantante Rihanna. También la compositora Des'ree, el grupo Cover Drive y el dj y productor Carl Cox

### Arte
El arte barbadense ha evolucionado a lo largo de los siglos, influido por la compleja historia de la isla, que incluye culturas indígenas, periodos coloniales (España, Inglaterra) y la posterior aparición de una vibrante identidad poscolonial. La interacción de influencias africanas, europeas y caribeñas ha dado lugar a un patrimonio artístico único que sigue inspirando a los artistas contemporáneos.
La última parte del siglo XX y lo que va del siglo XXI fueron testigos de un renacimiento cultural del arte barbadense, ahora documentado por la revista Raskal. Los artistas empezaron a explorar diversos medios y técnicas, mezclando prácticas tradicionales con expresiones contemporáneas. Este periodo de experimentación contribuyó a la naturaleza dinámica y polifacética del arte barbadense, reflejo de la apertura de la isla al intercambio cultural y la adaptación.
Los artistas barbadenses, conscientes de su lugar en la comunidad artística mundial, empezaron a comprometerse con las tendencias artísticas internacionales. Esta perspectiva global dio lugar a una polinización cruzada de ideas, ya que los artistas se inspiraron en diversas fuentes al tiempo que contribuían al discurso más amplio sobre el arte caribeño y diaspórico.

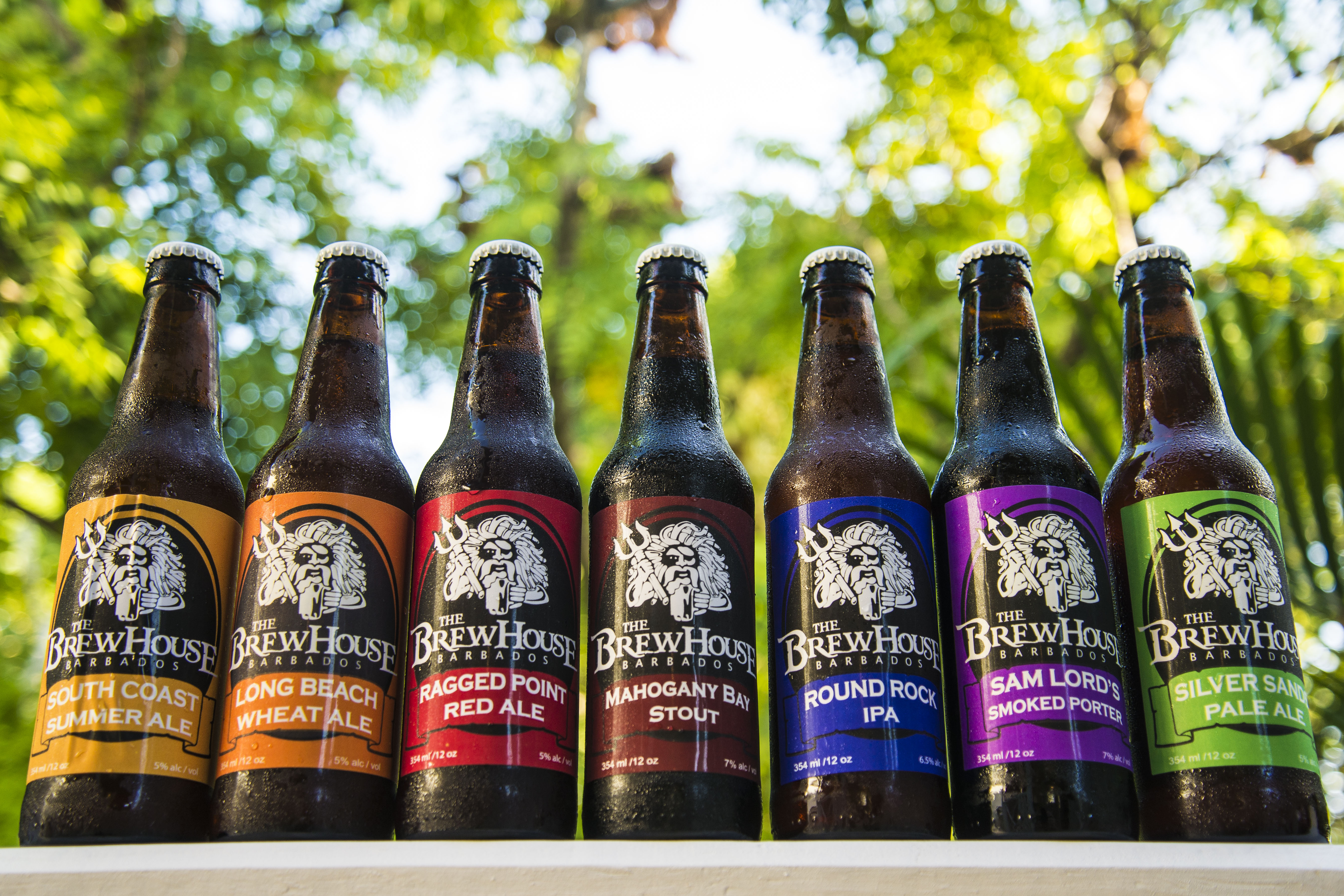
Cervezas de Barbados

### Cocina
La cocina de Barbados es una mezcla de influencias africanas, indias, irlandesas, criollas y británicas. Una comida típica consiste en un plato principal de carne o pescado, normalmente marinado con una mezcla de hierbas y especias, guarniciones calientes y una o más ensaladas. Una guarnición bajan común puede ser pepino encurtido, pasteles de pescado, horneados, etc. La comida suele servirse con una o más salsas. El plato nacional de Barbados es el cou-cou y el pez volador con salsa picante. Otra comida tradicional es el pudding y el souse, un plato de cerdo en escabeche con boniatos especiados. También hay una gran variedad de mariscos y carnes.
El centro de visitantes del ron Mount Gay, en Barbados, afirma ser la empresa ronera más antigua del mundo, con la primera escritura confirmada de 1703. Cockspur Rum y Malibu también proceden de la isla. En Barbados se encuentra la fábrica de cerveza Banks Barbados Brewery, que elabora la cerveza Banks Beer, una lager pálida, así como la cerveza Banks Amber Ale. Banks también elabora Tiger Malt, una bebida malteada sin alcohol. La cerveza 10 Saints se elabora en Speightstown, St. Peter, en Barbados, y se envejece durante 90 días en barricas de ron Mount Gay "Special Reserve". Se elaboró por primera vez en 2009 y está disponible en algunos países de la Caricom.

### Festividades
| Fecha           | Nombre en español            | Nombre local        | Notas                              |
| 21 de enero     | Día de Errol Barrow          | Errol Barrow's Day  | Día dedicado al padre de la nación |
| marzo-abril     | Viernes Santo                | Good Friday         |                                    |
| marzo-abril     | Lunes de Pascua              | Easter Monday       |                                    |
| 28 de abril     | Día de los Héroes Nacionales | National Heroes Day |                                    |
| 1 de mayo       | Día del Trabajo              | Labour Day          |                                    |
| 31 de mayo      | Pentecostés                  | Whit Monday         |                                    |
| 2 de agosto     | Carnaval                     | Kadooment Day       |                                    |
| 3 de agosto     | Día de la Emancipación       | Emancipation Day    |                                    |
| 30 de noviembre | Día de la Independencia      | Independence Day    |                                    |
| 25 de diciembre | Navidad                      | Christmas Day       |                                    |
| 26 de diciembre | Día de las Cajas             | Boxing Day          |                                    |

### Idioma
El idioma oficial es el inglés. Además, también se habla un criollo local llamado bajan.

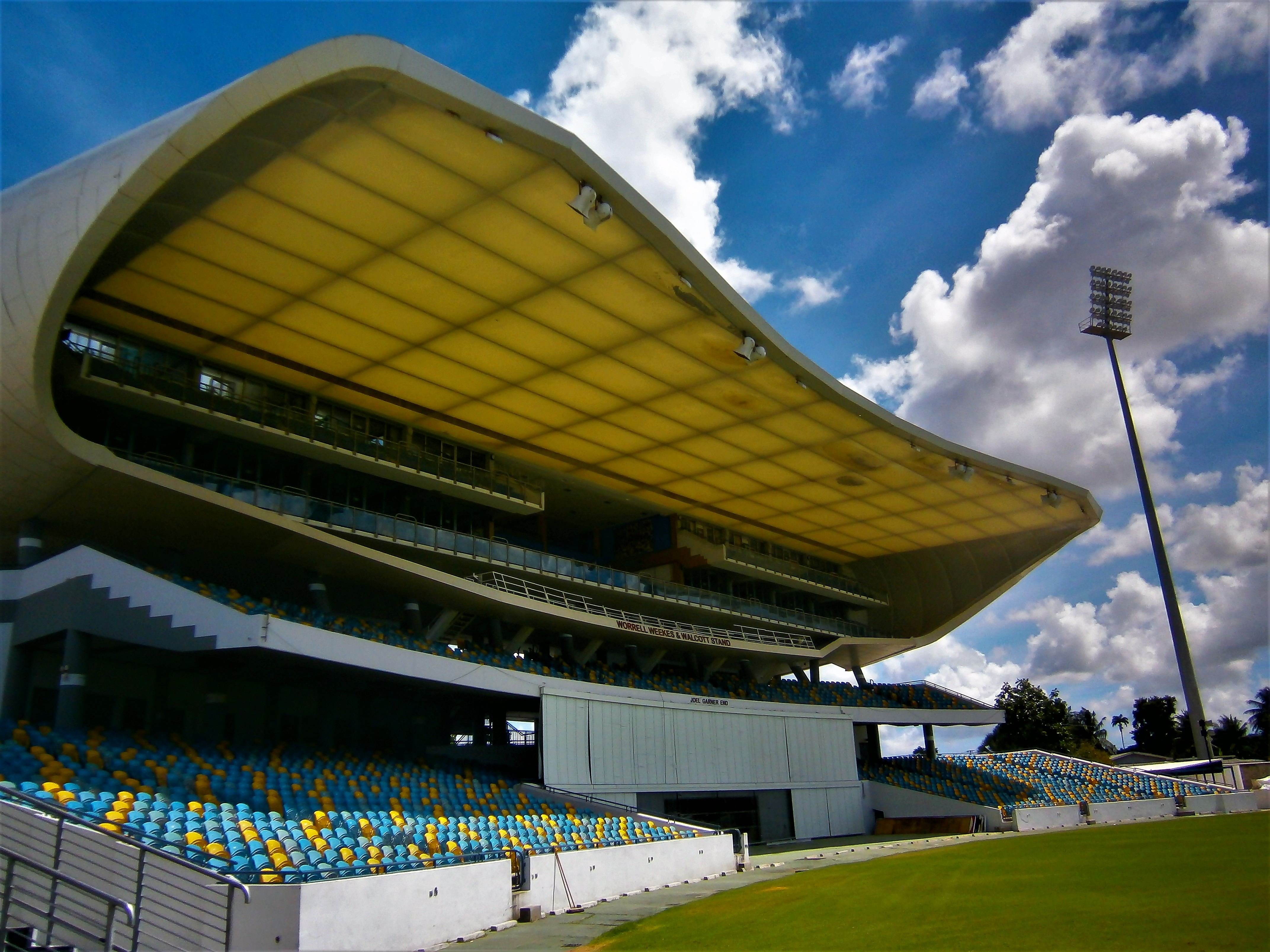
Estadio Kensington Oval, sede de la final del Mundial de Críquet 2007 (Bridgetown).

## Deporte

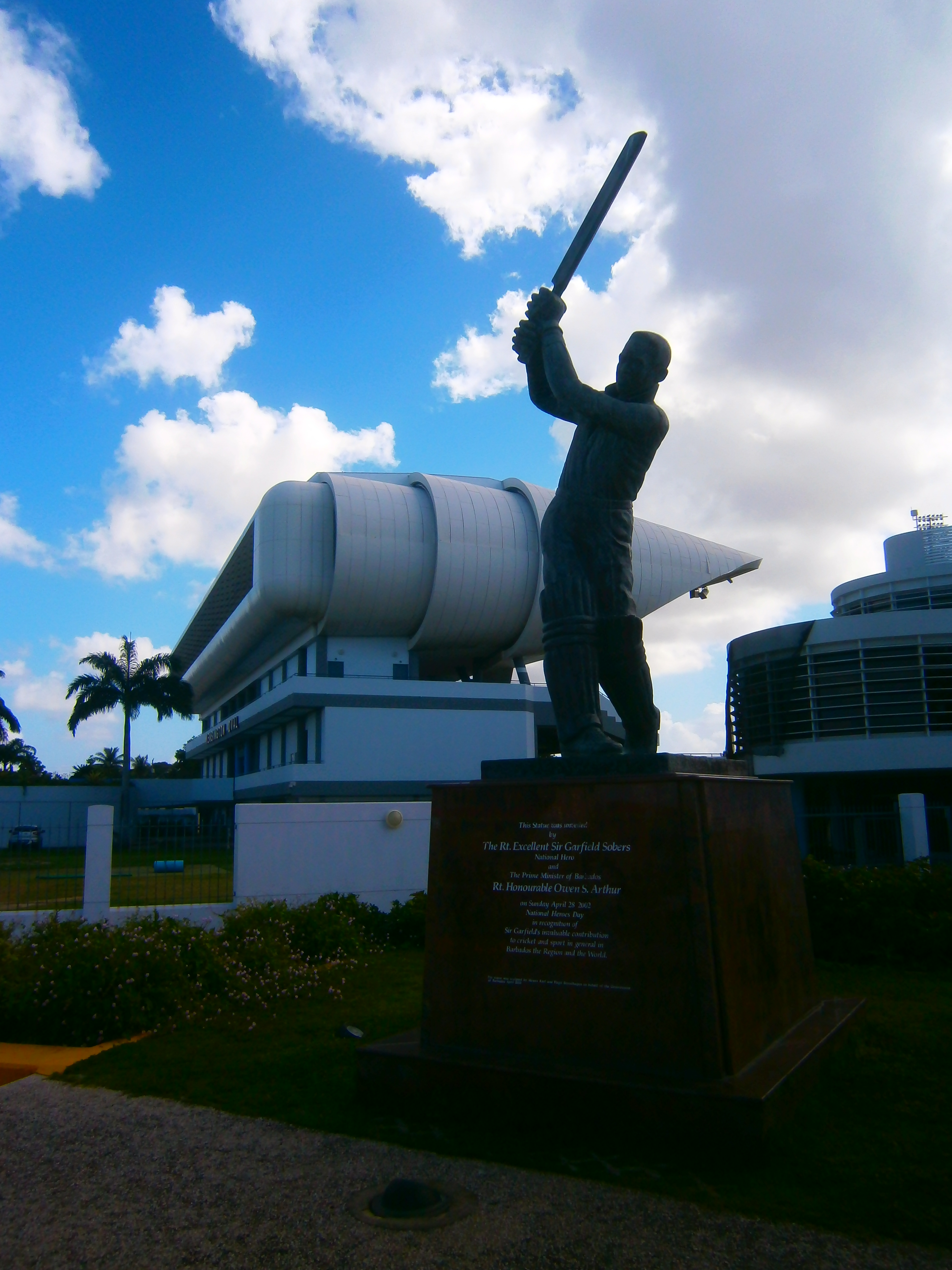
Monumento a Garfield Sobers (máximo ídolo del críquet barbadense) en el acceso al estadio Kensington Oval.

El deporte nacional y de mayor interés es el críquet. El deportista más relevante a nivel internacional es Obadele Thompson, velocista que fue medallista en los Juegos Olímpicos de Sídney 2000, sus marcas personales son 9,87 en 100 metros y 19,97 en 200 metros. Ryan Brathwaite además ganó una medalla de oro en los 110 metros vallas en los Campeonatos del Mundo de Atletismo de 2009 en Berlín.
En cuanto al fútbol, su selección nacional ha tenido un desempeño modesto, no pudiendo clasificar a la Copa Oro de la Concacaf, ni a la Copa Mundial de Fútbol. Siendo su logro más recordado el subcampeonato de la Copa de Naciones de la CFU 1985, extinta competición en donde participaban selecciones caribeñas. Dentro del país, existe la Primera División de Barbados, que fue fundada en 1947 y el equipo más ganador es el Weymouth Wales con 18 títulos.
El baloncesto es un deporte cada vez más popular, que se practica en la escuela o en la universidad. La selección nacional de Barbados ha obtenido resultados inesperados, ya que en el pasado venció a muchos países mucho más grandes. Barbados cuenta con un árbitro internacional de baloncesto, el cual participó en el mundial femenino de la República Checa de 2010.
El rugby también es popular en Barbados, lo mismo que otros deportes de conjunto como el voleibol también que se juega principalmente en pista cubierta y el netball que es más practicado entre las mujeres del país.
Las carreras de caballos se celebran en el Historic Garrison Savannah, cerca de Bridgetown. Los espectadores pueden pagar la entrada a las gradas o ver las carreras desde la "barandilla" pública, que rodea la pista.
El polo es muy popular entre la élite rica de la isla y el equipo "High-Goal" Apes Hill tiene su sede en el St James's Club. También se juega en el campo privado Holders Festival.
En golf, el Barbados Open, disputado en el Royal Westmoreland Golf Club, fue una parada anual del European Seniors Tour de 2000 a 2009. En diciembre de 2006 se celebró en el complejo Sandy Lane del país la Copa del Mundo del WGC, en el campo Country Club, un recorrido de 18 hoyos diseñado por Tom Fazio. El Barbados Golf Club es otro campo de la isla. Ha albergado el Barbados Open en varias ocasiones.

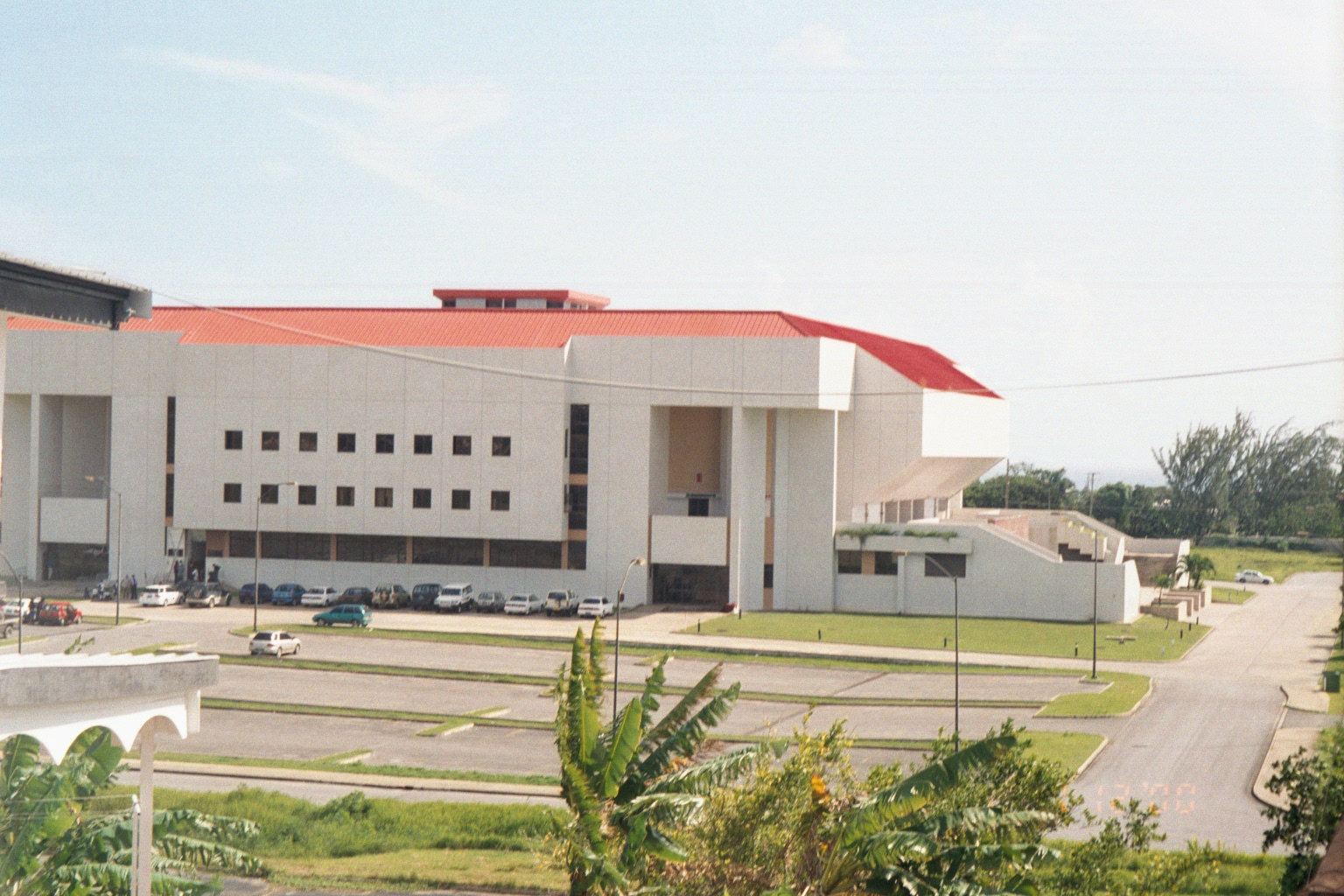
El Gimnasio Garfield Sobers construido en 1992 con ayuda de China sirve para deportes como Voleibol, bádminton o Baloncesto.

El tenis está ganando popularidad y en los últimos tiempos ha despuntado Darian King, que en mayo de 2017 alcanzó el puesto 106, el más alto de su carrera, y que jugó en los Juegos Olímpicos de Verano de 2016 y en el Abierto de Estados Unidos de 2017.
Los deportes de motor también desempeñan un papel importante, ya que el Rally Barbados se celebra cada verano y figura en el calendario NACAM de la FIA. Además, el circuito de Bushy Park acogió la carrera de Campeones y el Campeonato Mundial de Rallycross en 2014. Actualmente, el representante barbadense más sobresaliente de la actividad es Zane Maloney, quien compite a nivel mundial en la Fórmula 2.
La presencia de los vientos alisios junto con un oleaje favorable hacen del extremo sur de la isla un lugar ideal para la navegación en olas (una forma extrema del deporte del windsurf). En Barbados también se celebran varias competiciones internacionales de surf.
Varios jugadores de la Liga Nacional de Fútbol Americano (NFL) son de Barbados, entre ellos Robert Bailey, Roger Farmer, Elvis Joseph, Ramon Harewood y Sam Seale.
En cuanto a las instalaciones deportivas, cabe destacar la importancia del Gimnasio Garfield Sobers.